# Main-Donau-Kanal
Der Main-Donau-Kanal (MDK) ist eine rund 171 Kilometer lange Bundeswasserstraße in Bayern, die den Main bei Bamberg mit der Donau bei Kelheim verbindet.
Der Kanal wurde zwischen 1960 und 1992 erbaut. Mit ihm entstand eine durchgehende Großschifffahrtsstraße (genannt Europakanal) zwischen der Nordsee bei Rotterdam und dem Schwarzen Meer bei Constanța (Rumänien), die über Rhein, Main und Donau verläuft. Deshalb wird der Kanal auch als Rhein-Main-Donau-Kanal (RMD-Kanal) bezeichnet. Zur Planungs- und Bauzeit war auch die Bezeichnung Großschiffahrtsstraße Rhein-Main-Donau üblich. Regional wird er zur Unterscheidung von seinem Vorgänger Ludwig-Donau-Main-Kanal oft einfach Neuer Kanal genannt. Die 17 Kilometer lange Scheitelhaltung, die das Mittelgebirge Fränkische Alb als die Europäische Hauptwasserscheide Rhein–Donau überquert, ist mit 406 m ü. NHN der höchste Punkt des europäischen Wasserstraßennetzes.
Als Gütertransportweg (besonders für Containertransporte) verliert der RMD-Kanal stetig an Bedeutung, dagegen ist er zunehmend Anziehungspunkt für Touristen und Flusskreuzfahrten. Die Kanalrinne ist zusammen mit dem Fränkischen Seenland auch Teil der Donau-Main-Überleitung, die das von zeitweiliger Trockenheit bedrohte System der Regnitz und des Mains mit Wasser aus Donau und Altmühl versorgt.

## Verlauf

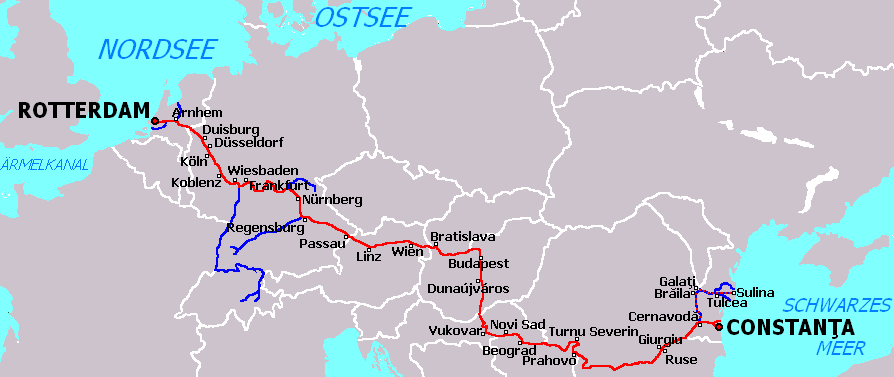
Der Main-Donau-Kanal als Teil der Wasserstraße Rotterdam – Constanța, der kürzesten Verbindung zwischen Nordsee und Schwarzem Meer

Der Kilometerstein Null des Main-Donau-Kanals befindet sich an der Mündung der Regnitz in den Main (Main-km 384,07) bei Bischberg im Landkreis Bamberg. Zunächst verläuft der Kanal im Flussbett der Regnitz. Parallel zum Kanal durchquert der linke, westlich gelegene Arm der Regnitz ebenfalls das Zentrum Bambergs. Bei km 6,43 trennt sich der Kanal vorübergehend vom natürlichen Flusslauf. Zwischen Neuses an der Regnitz (km 22,07) und Hausen bei Forchheim (km 32,01) teilt sich der Kanal dann ein letztes Mal sein Bett mit der Regnitz.
Der Main-Donau-Kanal passiert Erlangen und Fürth, überquert in einer stählernen Trogbrücke die Rednitz und erreicht das südwestliche Stadtgebiet Nürnbergs. Im Stadtteil Eibach biegt er nach Süden ab und verläuft vorübergehend parallel zum westlich gelegenen Rednitztal. Bei Roth folgt ein Bogen in südöstliche Richtung. Nach der Schleuse Hilpoltstein (km 99) und einem Höhenunterschied von 175,1 Metern folgt die 17 km lange Scheitelhaltung des Main-Donau-Kanals auf 406 m ü. NHN Wasserspiegelhöhe. Die Europäische Hauptwasserscheide Rhein-Donau wird bei km 102  überquert. Eine Skulptur mit dem Namen Scheitelhaltung weist dort auf die Wasserscheide hin.
Ab der Schleuse Bachhausen (km 116) in der Gemeinde Mühlhausen (Oberpfalz) verläuft der Main-Donau-Kanal abwärts in den Flusslauf der Sulz durch Berching nach Süden. Nördlich von Beilngries folgt eine Kurve nach Osten. Bei Dietfurt an der Altmühl (Kanal-km 136,6) trifft der Kanal auf die Altmühl. Deren Bett wurde erweitert und zehn alte Staustufen durch zwei neue ersetzt. Die staugeregelte Altmühl bildet die letzten 34,18 km des Kanals. Dieser mündet nach 170,78 km bei Kelheim in die Donau (bei Donau-km 2411,54). Der durch Schleusen überwundene Höhenunterschied von der Scheitelhaltung bis hier beträgt 67,8 Meter.
Die vom Main kommende Fahrt gilt als Bergfahrt, auch in der Scheitelhaltung bis zur Schleuse Bachhausen. Die aus Richtung Donau kommende Bergfahrt endet an dieser Schleuse.

## Geschichte

### Vorgeschichte

#### Fossa Carolina

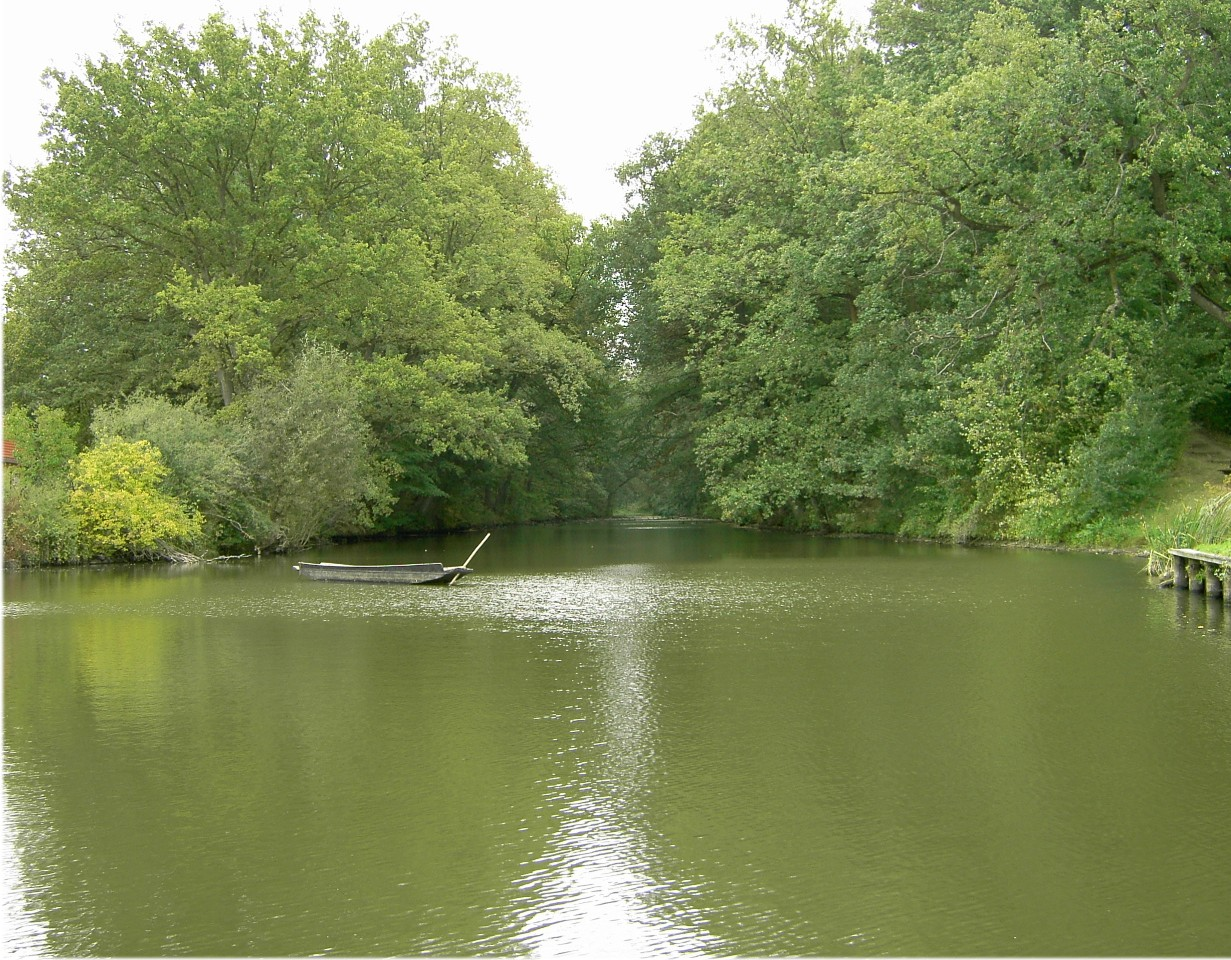
Fossa Carolina bei Graben/Treuchtlingen, Blick nach Nordost, 2004

Der Bau einer Verbindung für kleine Boote zwischen Main und Donau wurde gängigen Theorien zufolge schon im Jahr 793 mit der Fossa Carolina (auch Karlsgraben) versucht. Reste der von Karl dem Großen veranlassten Grabungen zwischen einem linken Nebenbach der Altmühl und der Schwäbischen Rezat sind in der Nähe des heutigen Ortes Graben nördlich von Treuchtlingen noch erhalten. Das Projekt wurde vermutlich vollendet, darauf weisen Ausgrabungen von 2013 hin, die zeigen, dass der Kanal nördlich der sichtbaren Fossa Carolina weitergeht. Der Kanal bestand aus mehreren kurzen Abschnitten auf unterschiedlichem Niveau, die kleinen Boote sind vermutlich über kurze Rampen von einem Abschnitt zum nächsten gezogen worden. Auch eine Regulierung des Wasserstandes war vorgesehen durch einen Teich unterhalb des Nagelberges.

#### Ludwig-Donau-Main-Kanal

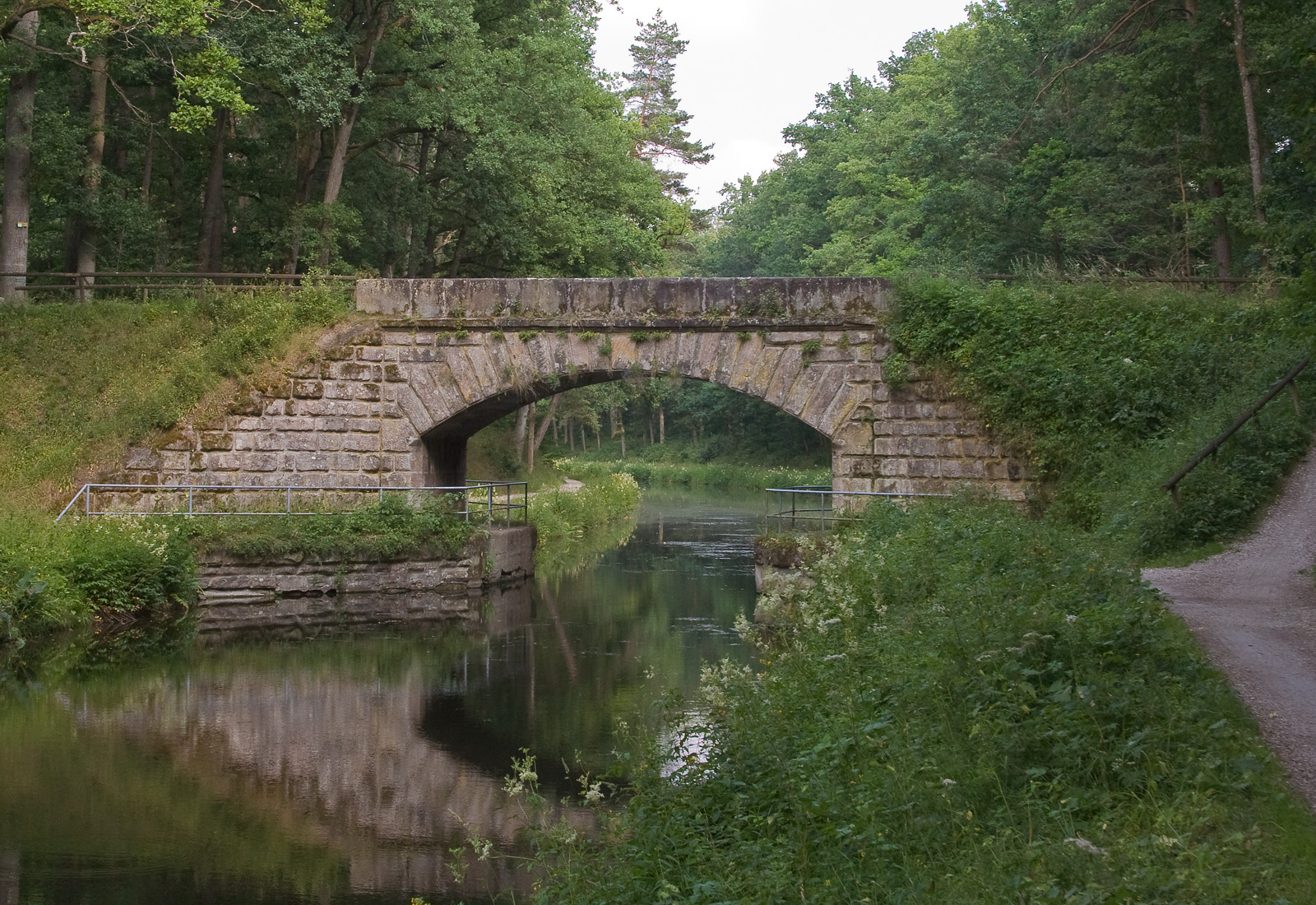
Ludwig-Donau-Main-Kanal, östlich von Nürnberg, 2006. Die Brücke überquert Kanal und Treidelpfade.

Erst nach dem Dreißigjährigen Krieg und vor allem mit dem Beginn der Industriellen Revolution in Deutschland gab es wieder konkrete Planungen zur Überwindung der Wasserscheide. Durch die Napoleonischen Kriege traten die entsprechenden Projekte jedoch vorerst in den Hintergrund. Bereits im Jahre seiner Thronbesteigung 1825 hatte König Ludwig I. von Bayern den königlichen Baurat Heinrich Freiherr von Pechmann damit beauftragt, Pläne für einen neuerlichen Versuch einer solchen Schiffsverbindung zu entwerfen. Nach zehnjährigen Bauarbeiten wurde 1846 der Ludwig-Donau-Main-Kanal eröffnet, eine 172,4 km lange Wasserstraße zwischen Kelheim und Bamberg. Das Transportaufkommen am Ludwigskanal erreichte schon um 1880 einen ersten Tiefpunkt. Gründe dafür waren vor allem die geringe Breite des Kanals und der fortschreitende Ausbau des Eisenbahnnetzes, der den Betrieb der Wasserstraße immer unrentabler machte.
Für die Beförderung von Holz und Steinen wurde der Ludwig-Donau-Main-Kanal weiterhin genutzt. Die wenigen Beschädigungen des Zweiten Weltkriegs wurden schnell beseitigt. 1950 wurde der Kanal aber gänzlich aufgelassen. Ab den 1960er Jahren wurden ganze Abschnitte abgetragen und überbaut. So verläuft die Bundesautobahn 73 (Frankenschnellweg) zwischen Nürnberg und Forchheim weitgehend auf der Trasse des alten Kanals. Die Strecke des heutigen Main-Donau-Kanals entspricht grob der seines historischen Vorläufers. Bei Bamberg und im Altmühltal sind die Streckenführungen von altem und neuem Kanal identisch. Ein etwa 65 km langer Abschnitt zwischen Beilngries und Nürnberg ist heute noch mit Wasser gefüllt und weitgehend im Originalzustand erhalten.

### Planung des Europakanals Rhein-Main-Donau

#### Überblick

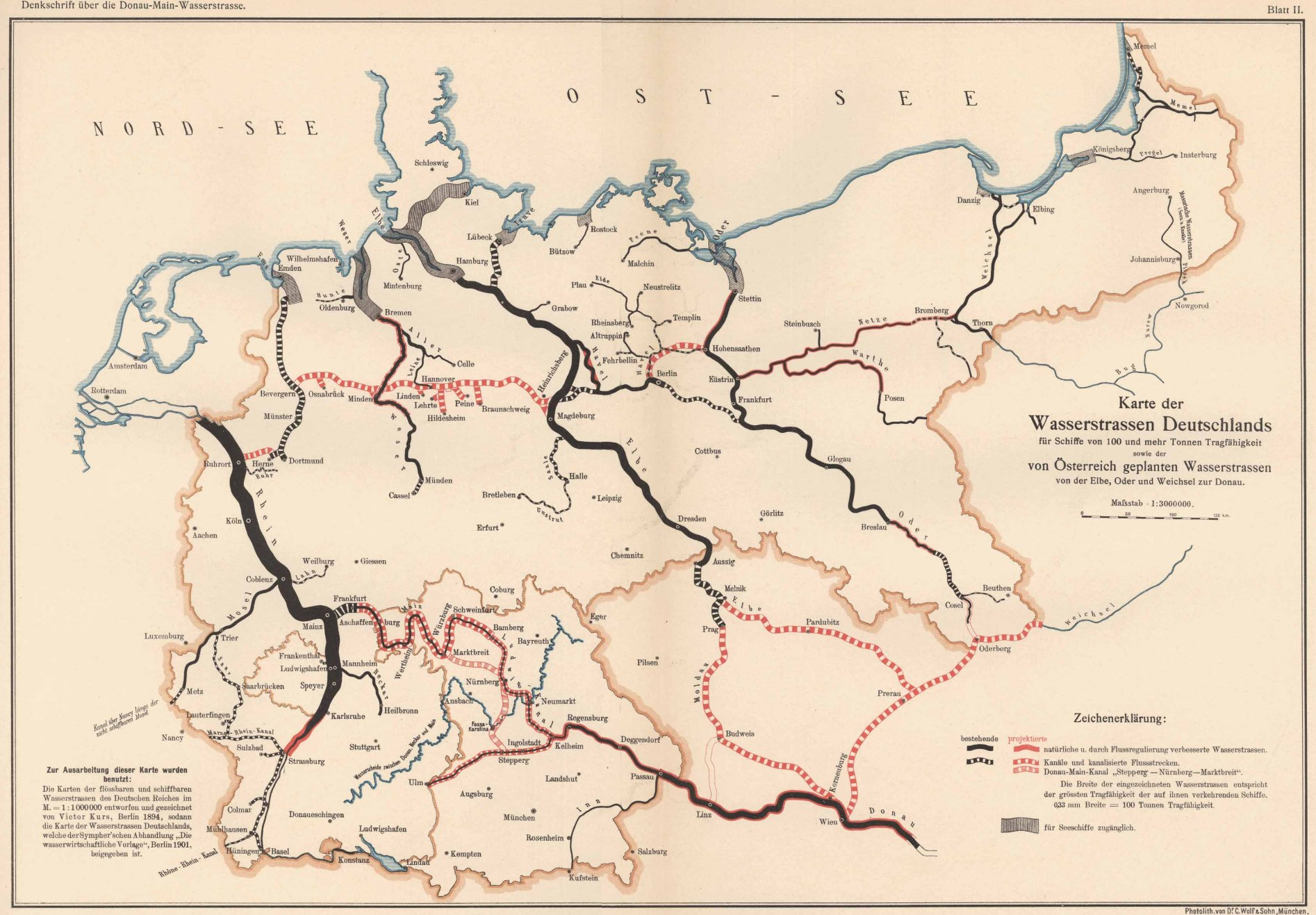
Bestehende und geplante Wasserstraßen in Deutschland, 1903

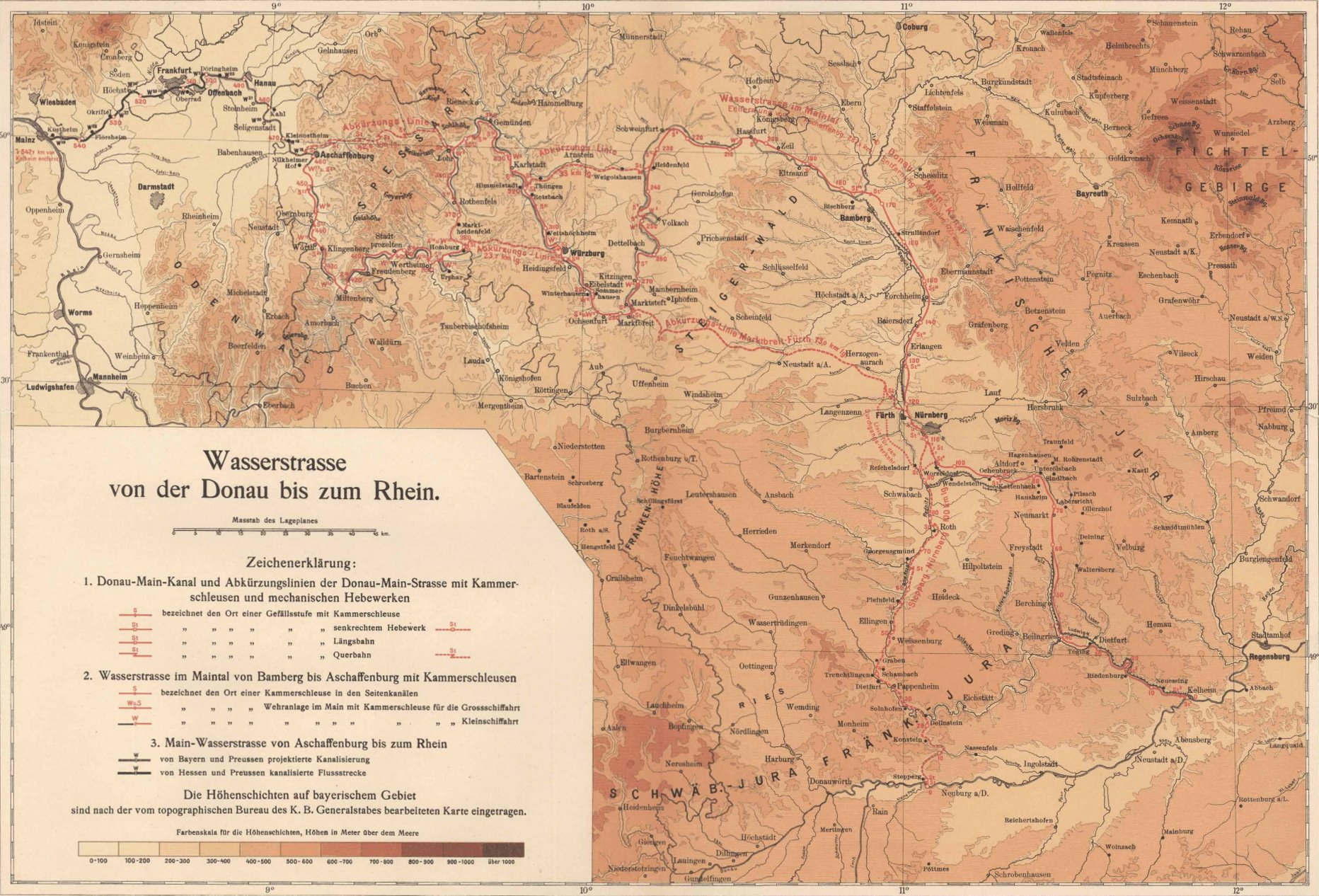
Geplanter Streckenverlauf der Donau-Main-Wasserstraße, 1903

In der zweiten Hälfte des 19. Jahrhunderts wurde ein Konzept für ein mitteleuropäisches Wasserstraßennetz für Großschiffe entwickelt. Neben der West-Ost-Verbindung (Rhein / Mittellandkanal / Elbe) sahen die Planer bereits eine Nord-Süd-Verbindung (Werra-Main-Kanal / Main / Main-Donau-Kanal / Donau) vor. Am 6. November 1892 wurde in Nürnberg von 29 Städten und Gemeinden, 13 Handelskammern und anderen wirtschaftlichen Kooperationen der Verein für Hebung der Fluß- und Kanalschiffahrt in Bayern gegründet, heute Deutscher Wasserstraßen- und Schiffahrtsverein Rhein-Main-Donau e. V. (DWSV). Hauptziel war es, sich für eine leistungsfähige Großschifffahrtsstraße zwischen Rhein, Main und Donau einzusetzen. In den 1890er-Jahren stellte der Verein bei der Regierung des Königreichs Bayern mehrere Anträge, „einen Entwurf über eine neue Donau-Main-Wasserstraße ausarbeiten zu lassen“, die jedoch von der Kammer der Abgeordneten abgelehnt wurden.
Der Verein erstellte ab 1899 ein eigenes Konzept, das 1903 als Denkschrift zu dem technischen Entwurf einer neuen Donau-Main-Wasserstraße von Kelheim nach Aschaffenburg veröffentlicht wurde. Das anspruchsvolle Projekt sah neben dem Ausbau des Mains für Schiffe bis 1000 Tonnen Tragfähigkeit den Bau einer modernen Wasserstraße zwischen Main und Donau für Schiffe bis 600 Tonnen vor. Für den projektierten Donau-Main-Kanal wurde das umgebaute Bett des Ludwig-Donau-Main-Kanals vorgeschlagen. Von Nürnberg aus war auch eine Abkürzung zum Main nach Westen (Fürth–Neustadt an der Aisch–Marktbreit) im Gespräch. Ohne diese Variante hätte das Projekt den Bau von 19 Schleusen und drei Schiffshebewerken erfordert. Anstatt der kompletten Benutzung des Ludwig-Donau-Main-Kanals gab es auch eine westlichere Variante von der Donau bis Nürnberg: (Stepperg–Pappenheim–Roth–Nürnberg). Diese wäre bei Treuchtlingen mit der historischen Fossa Carolina zusammengefallen.
1917 lag der Kammer der Abgeordneten dann ein Gesetzesantrag zur Sicherung der Ausarbeitung eines Entwurfs für die Herstellung einer Großschiffahrtsstraße zwischen Aschaffenburg und Passau vor. Diesmal sollte der Kanal bereits die damals üblichen Rheinschiffe der 1200-Tonnen-Klasse fassen können. In der Deutschen Bauzeitung vom Mai 1920 erschien dazu u. a ein mehrseitiger Artikel Die zweckmäßigste Linienführung des Großschiffahrts-Weges vom Main zur Donau.
Nachdem der Main ab Bamberg und die Donau ab Kelheim bis zur Reichsgrenze am 1. April 1921 Reichswasserstraße geworden waren, schlossen am 13. Juni 1921 das Deutsche Reich und der Freistaat Bayern einen Staatsvertrag „um den Plan der Main-Donau-Wasserstraße baldigst zu verwirklichen“. Als ausführendes Organ gründete sich am 30. Dezember 1921 die Rhein-Main-Donau AG (RMD-AG) mit Sitz in München. Der Plan der Großschiffahrtsstraße Rhein-Main-Donau umfasste den Ausbau des Mains ab Aschaffenburg bis Bamberg sowie der Donau von Ulm bis zur österreichischen Grenze und eine Kanalverbindung zwischen beiden Flüssen. Die RMD-AG erhielt für die Finanzierung des Projekts die Konzession, die Wasserkraftwerke an Main, Donau, Lech, Altmühl und Regnitz zu nutzen.

#### Mindorf-Linie

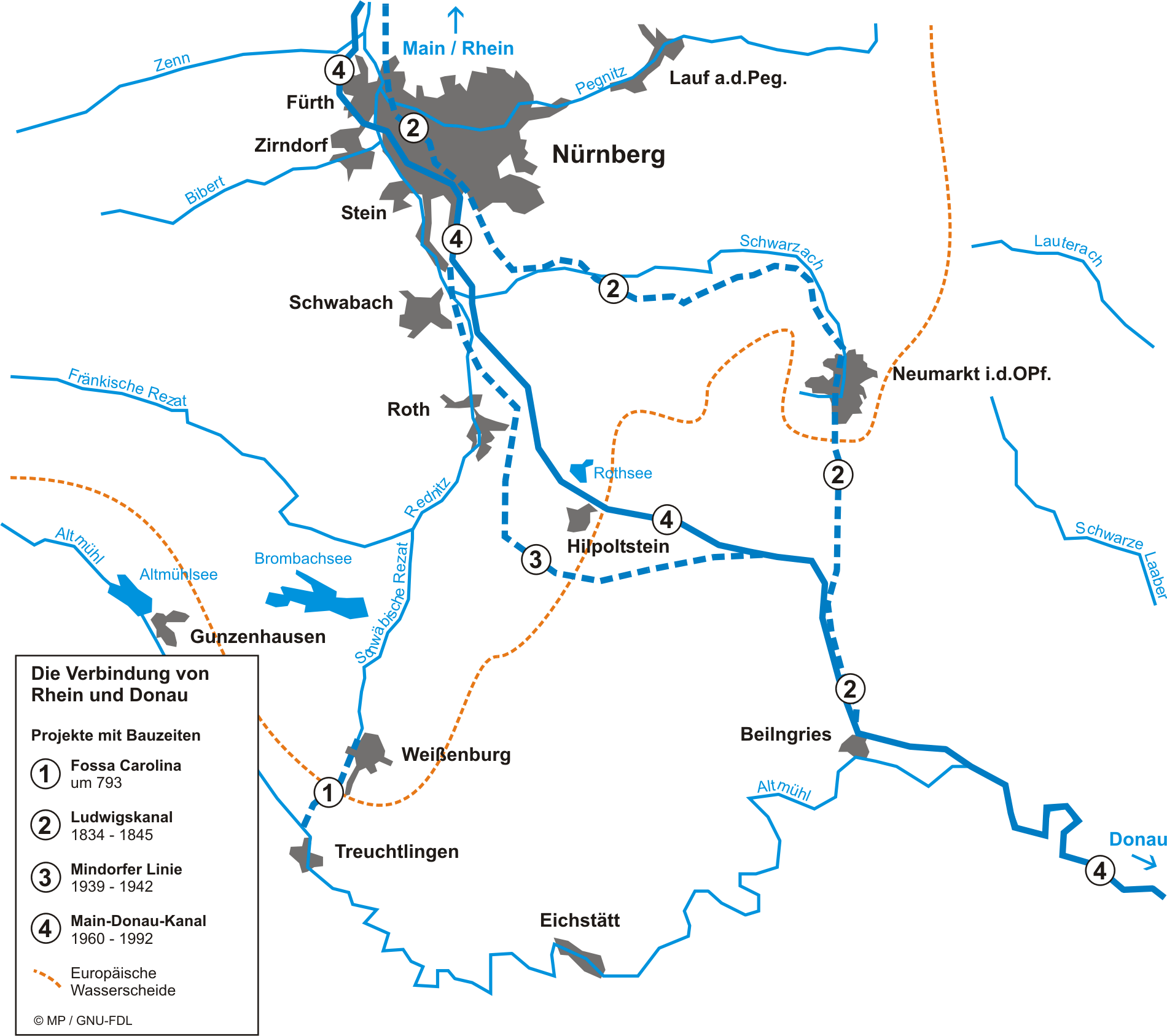
Streckenverläufe von Fossa Carolina, Ludwig-Donau-Main-Kanal, Mindorf-Linie und Main-Donau-Kanal

Die Ausbauarbeiten an Main und Donau konnten in den folgenden Jahren begonnen werden. Konkrete Planungen für den Kanal zwischen den beiden Flüssen entstanden erst mit der Unterzeichnung des Rhein-Main-Donau-Gesetzes vom 11. Mai 1938. Nach dem Anschluss Österreichs übernahm das Deutsche Reich den Weiterbau der Wasserstraße. Mit der Durchführungsverordnung vom 26. Juli desselben Jahres wurden die Vorverträge aufgehoben. Die nunmehr gewählte Streckenführung des Kanals entlang der sogenannten Mindorf-Linie zeigte ebenfalls Parallelen zum heutigen Main-Donau-Kanal.
1939 begannen bei Thalmässing im Landkreis Roth erste Vorarbeiten. Der Kanalverlauf wurde vermessen und mit roten Pfählen markiert. Die Landwirte mussten in den betroffenen Abschnitten ihre Wälder auf 40 Meter Breite abholzen. In Hilpoltstein errichtete die Deutsche Reichsbahn einen dreigleisigen Materialbahnhof mit Ladekran und Anschluss für eine Feldbahn zu einem Materiallager östlich der Schweizermühle (bei Hofstetten) und zu den Baustellen bei Pyras und Mindorf. Für eine neue Landstraße zwischen den beiden Orten, die den Kanal überqueren sollte, wurden Brückenwiderlager betoniert und der Minbach in einen Durchlass verlegt. Reste des Brückenrohbaus erinnern noch heute an dieses Vorhaben. In der Nähe entstanden Vorarbeiten zu einer Versuchsfläche (150 m × 100 m) für eine stark abgesenkte Kanaltrasse im Jura. Diese sollten Erfahrungen für die Abdichtung des Kanals bringen. Heute befinden sich an der Stelle zwei Fischweiher.
Nach Beginn des Zweiten Weltkrieges wurden die meisten Bauarbeiter zur Wehrmacht eingezogen. An ihrer Stelle wurden polnische „Ostarbeiter“ eingesetzt. 1942 wurden sämtliche Arbeiten an der Mindorf-Linie eingestellt, da Gefangene und Zwangsarbeiter nunmehr in der Nürnberger Industrie eingesetzt wurden.

#### Neuplanung

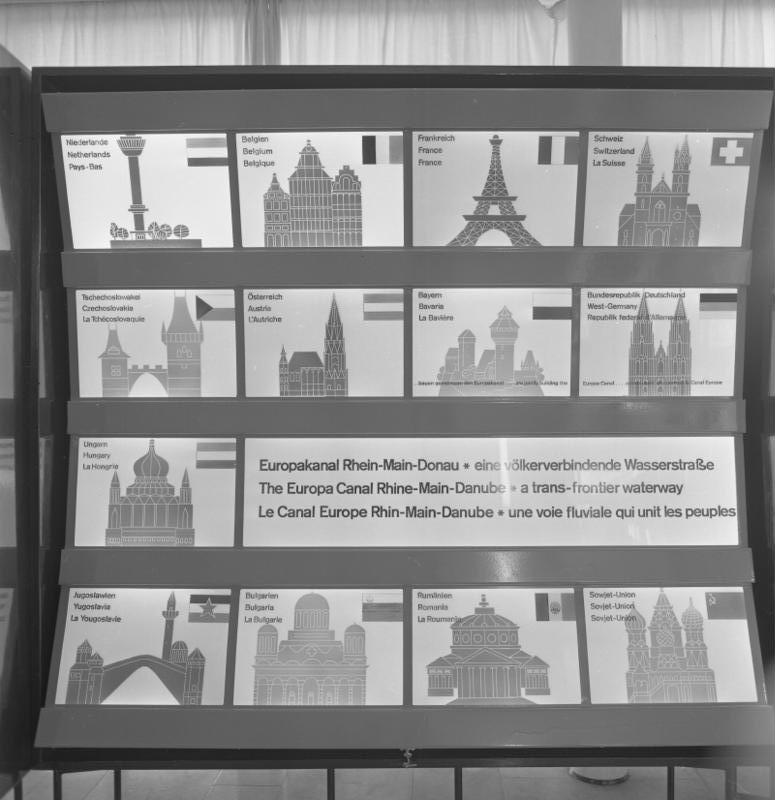
Europakanal Rhein-Main-Donau, eine völkerverbindende Wasserstrasse
Ausstellung der RMD-AG in der Bayerischen Landesvertretung Bonn, 1965

Nach der Gründung der Bundesrepublik Deutschland trat die Rhein-Main-Donau AG im September 1949 wieder in ihre vorherigen Rechte ein, um den Ausbau der Wasserstraße (später Europakanal Rhein-Main-Donau genannt) fortzuführen. Parallel zum Flussausbau wurde in den 1950er Jahren die Planung des Main-Donau-Kanals wieder aufgenommen. Im April 1955 fanden auf dem Mainkanal bei Volkach Versuche zur Ermittlung eines optimalen Regelquerschnitts statt. 1957 legte die Hamburgische Schiffbau-Versuchsanstalt die später verwendeten Maße fest. Die Konzeption der Sparschleusen des Main-Donau-Kanals wurde ab 1958 von der Technischen Hochschule Karlsruhe entwickelt. Der Ausbau des Mains galt mit der Eröffnung des Staatshafens Bamberg am 25. September 1962 als abgeschlossen.

### Baubeginn des Main-Donau-Kanals

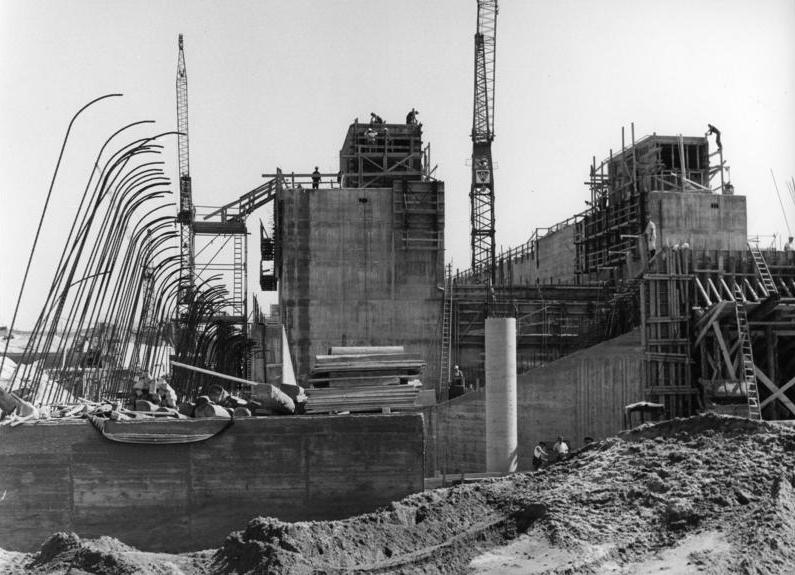
Bau der Schleuse Hausen,
links die Bewehrung für den Damm der neben der Schleuse geplanten Wassersparkammern, 1967

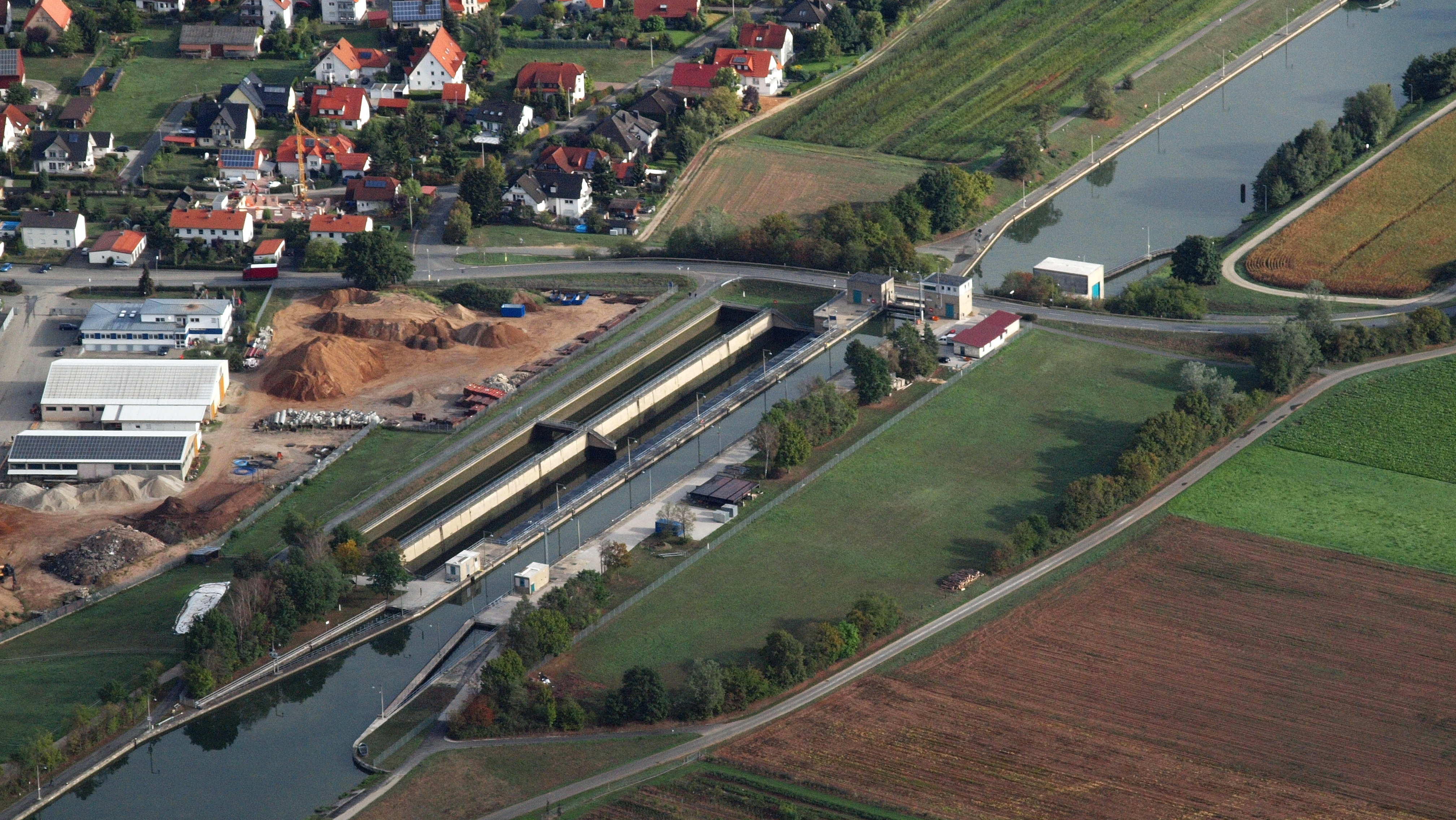
Schleuse Hausen, 2015

Mit dem Bau des Main-Donau-Kanals wurde im Juni 1960 begonnen. Im Duisburger Vertrag zwischen der Bundesrepublik Deutschland und dem Freistaat Bayern wurden 1966 Finanzierung und Ausführung neu geregelt. An der RMD-AG waren der Bund zu zwei Dritteln und der Freistaat Bayern zu einem Drittel beteiligt. 1967 war die Strecke vom Main bis nach Forchheim fertiggestellt, 1970 folgte die Eröffnung des Hafens Erlangen. Unter Anwesenheit des Bayerischen Ministerpräsidenten Alfons Goppel wurde am 23. September 1972 mit dem Landeshafen Nürnberg (heute Bayernhafen Nürnberg) die sogenannte Nordstrecke (Bamberg-Nürnberg) eingeweiht.
Schon vor Beginn der Bauarbeiten entstand eine Diskussion über den künftigen völkerrechtlichen Status der Wasserstraße. Während des Kalten Krieges befürchteten Kritiker eine Internationalisierung des Kanals und eine „Konkurrenz durch rote Flotten“ der sozialistischen Anrainerstaaten der Donau. Im Auftrag des Deutschen Wasserstraßen- und Schiffsvereins und des Bayerischen Staatsministeriums für Wirtschaft, Infrastruktur, Verkehr und Technologie erstellte der Rechtswissenschaftler und Völkerrechtler Günther Jaenicke eine 1973 veröffentlichte Studie. Diese kam zu dem Schluss, dass die Bundesrepublik Deutschland nicht verpflichtet sei, den Kanal zu internationalisieren oder anderen Staaten Verkehrsrechte einzuräumen. Später wurden viele dieser Befürchtungen durch den Fall des Eisernen Vorhangs und die Entwicklung der Europäischen Union relativiert.

### Katzwanger Dammbruch 1979

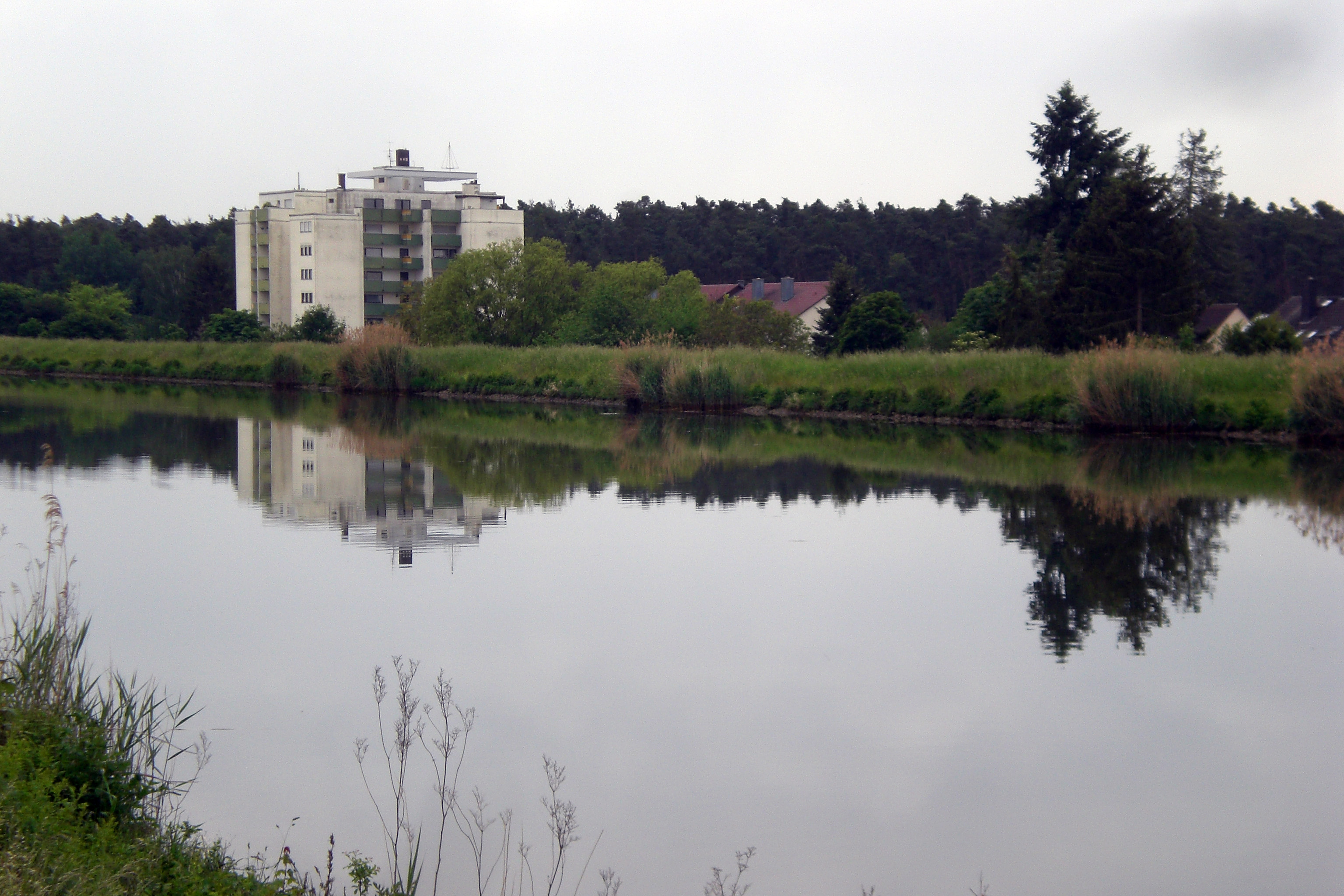
Katzwang in der Nähe der Bruchstelle (2024)

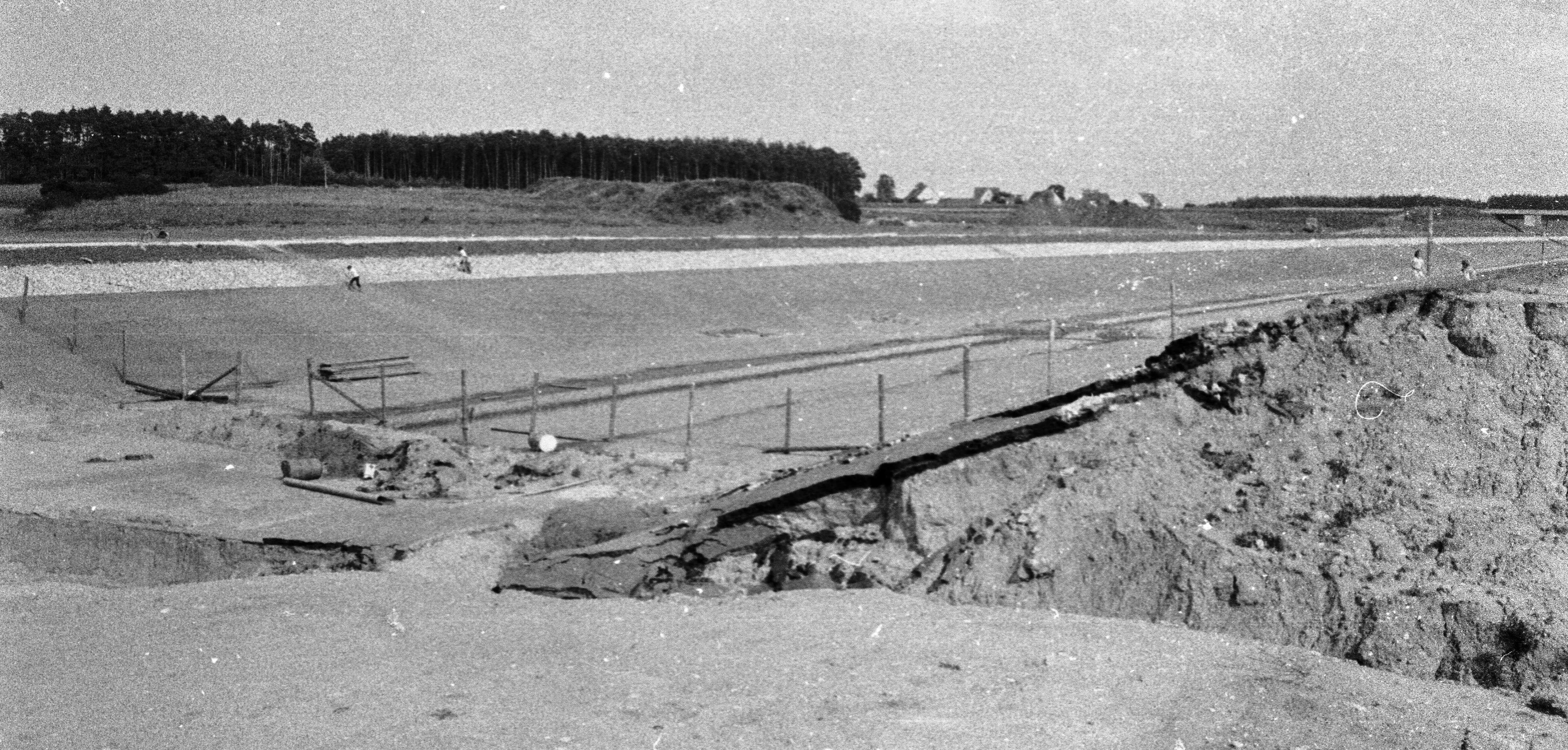
Die Dammbruchstelle, Sommer 1979

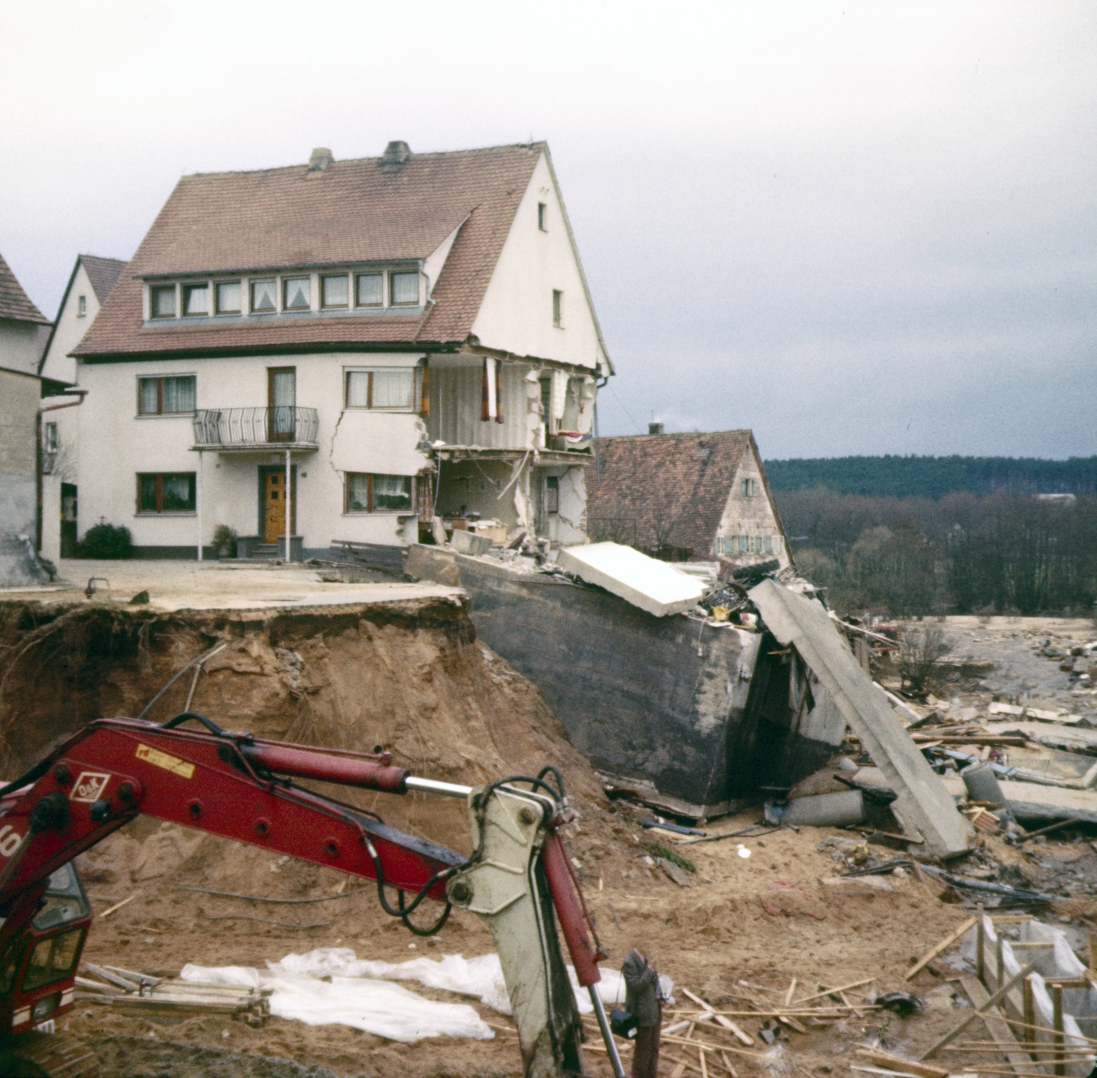
Durch die Flutwelle verursachte Schäden in Katzwang, 27. März 1979

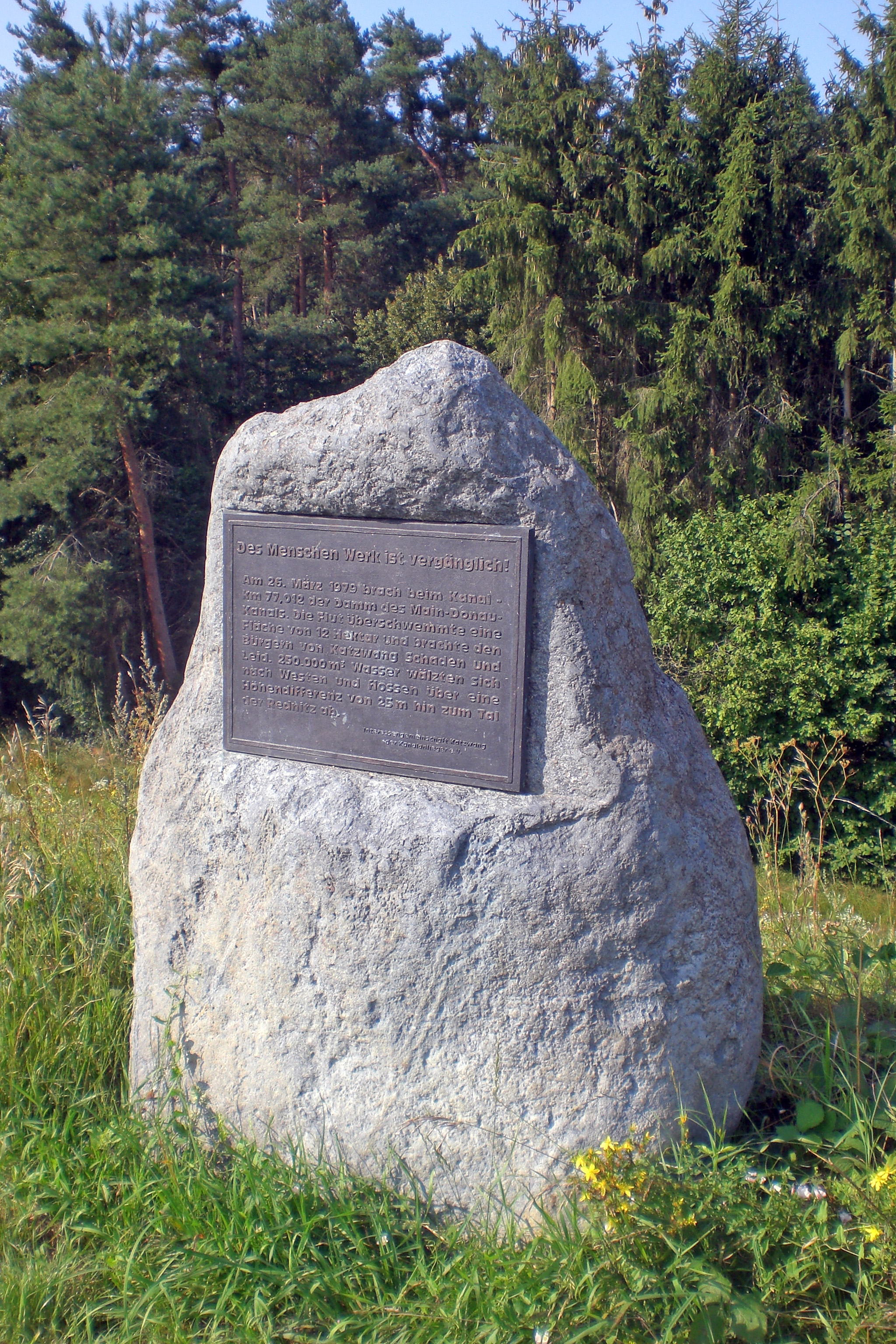
Denkmal Katzwanger Dammbruch (2024)

Während der Bauarbeiten für den Abschnitt Nürnberg–Roth kam es am 26. März 1979 zu einem Dammbruch oberhalb des Nürnberger Ortsteils Katzwang (Koordinaten der Stelle im Damm). Die zu diesem Zeitpunkt teilweise geflutete und noch nicht für die Schifffahrt freigegebene Kanalhaltung Eibach liegt hier einige Meter über dem Geländeniveau. Gegen 13:00 Uhr waren am westlichen Dammfuß kleine Rinnsale sichtbar. Von besorgten Anwohnern herbeigerufene Fachleute sahen darin keine Gefahr. Etwa um 15:50 Uhr brach der Kanaldamm auf einer Länge von 10 bis 15 Metern ein. Dabei stürzten etwa 350.000 Kubikmeter Wasser aus dem Kanal durch den Ortskern Katzwang und weiter in das etwa 25 Meter tiefer liegende Rednitztal.
Die Strömung spülte bis zu zehn Meter große Krater aus, riss Autos und Menschen mit und zerstörte Gebäude. Mehrere Menschen wurden von Hubschraubern von Hausdächern gerettet. Das noch bis ca. 19 Uhr auslaufende Kanalwasser und zahlreiche Schaulustige behinderten die Bergungsarbeiten. Trotz Warnungen, dass ein nahe gelegener Querdamm brechen könne, begaben sich Personen in die unmittelbare Nähe der Bruchstelle. Im Ort ertrank ein 12-jähriges Mädchen, fünf Personen wurden verletzt. Es wurden 14 Häuser zerstört und 250 beschädigt. Der Sachschaden betrug umgerechnet ca. 12 Millionen Euro.
Nach dem Unglück wurde Kritik am Krisenmanagement der Stadt Nürnberg und dem Erbauer des Kanals laut. Bei dem Unglück zeigte sich, dass die Behörden auf den Dammbruch nicht vorbereitet waren. Erst um 18 Uhr wurde Katastrophenalarm ausgelöst, so dass viele Hilfskräfte, darunter Soldaten der Bundeswehr und der im Umland stationierten US-Streitkräfte, zu spät von der Katastrophe erfuhren. Noch am Abend trafen der Nürnberger Bürgermeister Willy Prölß und der Bayerische Innenminister Gerold Tandler am Unglücksort ein.
Das Verfahren „wegen fahrlässiger Herbeiführung einer Überschwemmung“ wurde 1981 von der Staatsanwaltschaft eingestellt. Eine Sachverständigenkommission machte die Verkettung von 14 Einzelfaktoren für das Unglück verantwortlich. Die Experten betrachteten „hydraulisch bedingte Vorgänge im Boden, vor allem im Kreuzungsbereich mit der Fernwasserleitung nach Fürth“ als Ursache. Durch in den Rohrschacht eingedrungenes Grundwasser waren Hohlräume unter den mit Asphalt abgedichteten Fugen des Betonbodens entstanden. Die Fugen seien infolgedessen gebrochen, woraufhin das Kanalbett weiter unterspült wurde und schließlich einbrach. In den Jahren nach der Katastrophe wurde die gesamte Kanaltrasse auf Schwachstellen untersucht und an kritischen Stellen für umgerechnet etwa 40 Millionen Euro nachgerüstet. Ebenso bewirkte die Analyse der Ursache eine veränderte Trassenführung von Dammstrecken, die jetzt so tiefliegend wie möglich geplant wurden.

### Proteste und Widerstände
In den 1970er und 1980er Jahren war der Main-Donau-Kanal in zunehmendem Maße politisch umstritten. Neben Zweifeln an der Sicherheit und völkerrechtlichen Fragen war der Kanalbau nun ein umweltpolitisches Streitthema. Vor allem der Ausbau eines 34 Kilometer langen Abschnitts der Altmühl und dessen negative Auswirkungen auf die Pflanzen- und Tierwelt waren Thema kontroverser Diskussionen. Insgesamt verlor das Projekt zunehmend an Akzeptanz. Hinzu kamen Kürzungen der Baumittel sowie ein Kurswechsel des damaligen Bundesministers für Verkehr Volker Hauff. Um die jeweiligen Lager zu stützen, wurden unterschiedliche Gütertransportmengen prognostiziert, aus denen Nutzen-Kosten-Relationen hergeleitet wurden.
1978 gründete der Riedenburger Landwirt Anton Mayer die Bürgerinitiative „Rettet das Altmühltal“, die vom Bund Naturschutz sehr unterstützt wurde.
Bereits am 14. Januar 1982 hatte der Kabarettist Dieter Hildebrandt eine Folge seiner Fernsehsendung Scheibenwischer dem Main-Donau-Kanal gewidmet und für einen Medienskandal gesorgt. Gemeinsam mit seinen Kollegen Gerhard Polt und Gisela Schneeberger persiflierte Hildebrandt den „Alfons-Goppel-Prestige-Tümpel“, der die heimische Fauna ausmerze, dafür aber „Kanalratten neuen Lebensraum und Tierpräparatoren sichere Arbeitsplätze bringe“. Die seit über einem halben Jahrhundert geplante Wasserstraße durchschneide wohl ein „lästiges Erholungsgebiet“, aber schließlich könnten ja auch nur „völlig intakte Landschaften diesen Kanal überstehen“. Die bayerische Staatsregierung protestierte daraufhin beim Sender Freies Berlin wegen angeblicher Unterstellungen und eines „bayernfeindlichen Programms“.
Im Auftrag des Bundesverkehrsministers wurde 1981 eine Nutzen-Kosten-Rechnung von der Planco Consulting GmbH durchgeführt. Diese sah für den Main-Donau-Kanal ein Verkehrsaufkommen von lediglich 2,7 Millionen Tonnen jährlich und ein Nutzen-Kosten-Verhältnis von 0,52:1 vor. Verkehrsminister Hauff bezeichnete das Projekt daraufhin als „ziemlich das dümmste Projekt seit dem Turmbau zu Babel“. Infolge eines Kabinettsbeschlusses vom 27. Januar 1982 verhandelte Bundesminister Hauff mit der bayerischen Landesregierung über eine „qualifizierte Beendigung“ des Projekts. Die Internationale Aktionsgemeinschaft gegen den Bau des Rhein-Main-Donau-Kanals, ein Zusammenschluss aller bundesdeutschen und österreichischen Naturschutzverbände und der Eisenbahner-Gewerkschaften Deutschlands, sammelte im selben Jahr 700.000 Unterschriften gegen den Weiterbau des Main-Donau-Kanals.

### Fertigstellung des Main-Donau-Kanals

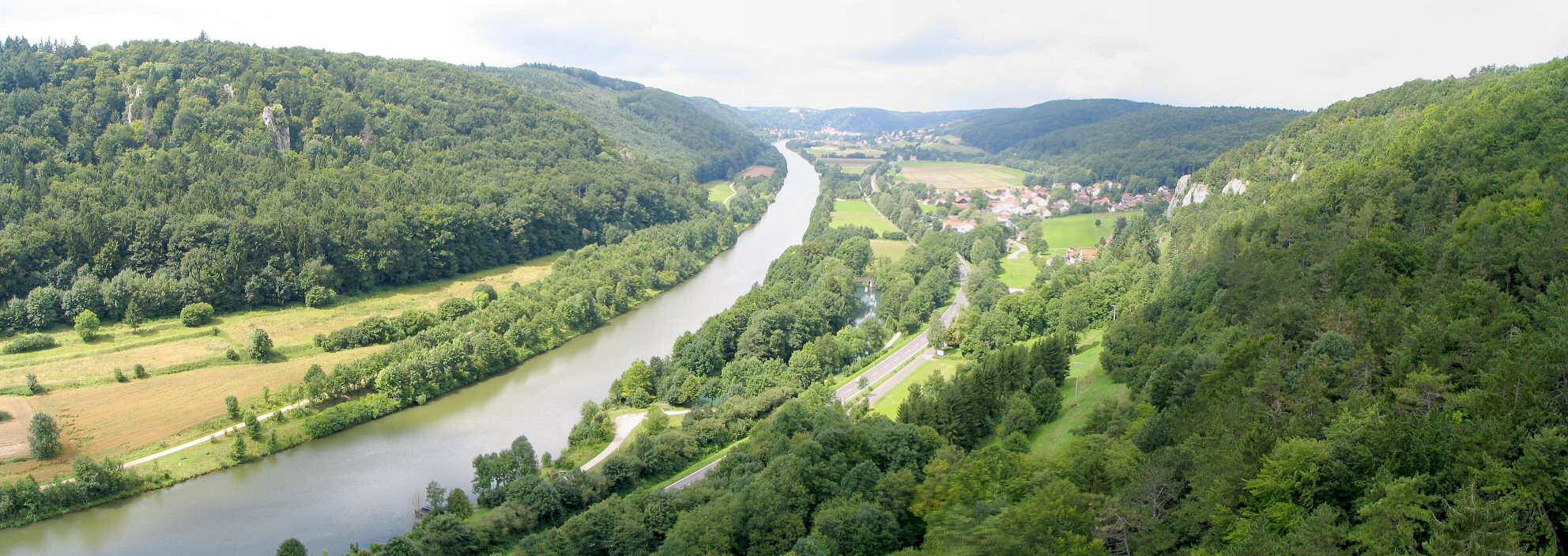
Altmühl unterhalb von Riedenburg als Teil des Main-Donau-Kanals

Eine von den Befürwortern in Auftrag gegebene Argumentationsstudie des Ifo-Instituts München veranschlagte ein Verkehrsvolumen von 5,5 Millionen Tonnen pro Jahr. Der Freistaat Bayern bestand bei den folgenden Verhandlungen auf einer Erfüllung der bestehenden Verträge. Nach dem Bundesregierungswechsel legten im November 1982 Bund und Land in einem gemeinsamen Protokoll fest: Die Main-Donau-Wasserstraße solle zügig fertiggestellt werden, um ihren Nutzen baldmöglichst zu verwirklichen. Außerdem solle die Überleitung von Donau- und Altmühlwasser in das Regnitz-Main-Gebiet unverzüglich ermöglicht werden.
Nach 32-jähriger Bauzeit wurde das letzte Teilstück des Kanals am 25. September 1992 durch den damaligen bayerischen Ministerpräsidenten Max Streibl in der Nähe von Pierheim feierlich eröffnet. Die Deutsche Bundespost brachte zu diesem Anlass eine Sonderbriefmarke heraus. Diese zeigt die den Kanal überspannende Holzbrücke bei Essing. Von 1960 bis 1992 wurden umgerechnet rund 2,3 Milliarden Euro in den Bau der Wasserstraße investiert. Knapp 20 % davon flossen, vor allem auf der Südstrecke, in Umweltschutzprojekte. Die jährlichen Betriebskosten in Höhe von 15 Millionen Euro werden zu 20 % durch Einnahmen aus Gebühren gedeckt. Der Rest wird vom Bundesverkehrsministerium getragen.
Die Rhein-Main-Donau AG wurde am 1. Januar 1995 für 800 Millionen D-Mark von der Bayernwerk AG (77,49 %), den Lech-Elektrizitätswerken (14,0 %) und der Energie-Versorgung Schwaben (8,5 %) übernommen. Durch die Fusion der Bayernwerk AG mit PreussenElektra im Jahr 2000 gehört die RMD-AG heute mit 77,49 % zu Uniper, die Lechwerke gehören zu knapp 90 % zum E.ON-Konzern. Die Energie-Versorgung Schwaben fusionierte 1997 mit Badenwerk zum EnBW-Konzern. Im Januar 2018 erfolgte die Umwandlung der Rhein-Main-Donau AG in die Rhein-Main-Donau GmbH und die Sitzverlegung nach Landshut an den Sitz der Wasserkraftsparte der Uniper Kraftwerke GmbH.
Der im Verlauf der Wasserstraße Rhein-Main-Donau geplante Ausbau der Donau zwischen Straubing und Vilshofen ist weiterhin umstritten. Befürworter führen an, dass die Kostenstruktur der Binnenschifffahrt immer größere Schiffseinheiten und damit größere Schleusenabmessungen, Abladetiefen sowie eine sichere Mindestwassertiefe erfordere. Die Gegner argumentieren mit den Nachteilen für die Umwelt und damit, dass die Binnenschifffahrt insgesamt rückläufig sei. Nach neuesten Planungen soll für den Ausbau nicht mehr auf die umstrittenen Stauwehre, sondern auf sanftere Methoden gesetzt werden. Diese Aufgabe oblag der 1999 aus der Rhein-Main-Donau AG ausgegliederten Tochtergesellschaft „RMD Wasserstraßen GmbH“, die auch für den Hochwasserschutz zuständig war. Diese wurde Anfang 2020 vom Freistaat Bayern für einen symbolischen Euro übernommen, um die Ingenieurkapazitäten über den nahezu abgeschlossenen Wasserstraßenausbau hinaus langfristig für den Hochwasserschutz in Bayern zu erhalten. Die Gesellschaft firmiert heute unter dem Namen Wasserbauliche Infrastrukturgesellschaft mbH (WIGES). Mit dem Ausbau zwischen Straubing und Vilshofen wurde Mitte 2020 begonnen.

## Ausbau und Abmessungen

### Regelquerschnitt des Kanals
Der Regelquerschnitt des Main-Donau-Kanals ist trapezförmig mit 31 m Sohlenbreite und 55 m Wasserspiegelbreite. In der Mitte beträgt die Wassertiefe 4,25 m, am äußeren Rand der Sohle 4,00 m. Der Kanal hat in der Regel eine Böschungsneigung von 1:3 und eine Dammneigung von 1:2. An den wenigen Abschnitten mit Rechteckprofil, zum Beispiel in Nürnberg, beträgt die Sohlenbreite 41,45 m und die Wasserspiegelbreite 43,1 m. Das Ufer hat hier eine Neigung von 5:1. Die Tiefe beträgt wiederum 4,25 m bzw. 4,0 m.

### Regelschiff auf dem Kanal
Der Main-Donau-Kanal hat die Wasserstraßenklasse Vb. Er ist für Großmotorgüterschiffe mit einer Länge von maximal 110 Meter, einer Breite von 11,45 m und eine Abladetiefe von 2,7 m freigegeben. Das größte zugelassene Fahrzeug ist ein Schubverband mit 187 m Länge und 11,45 m Breite. Schiffe bis 135 m Länge und 11,45 m Breite dürfen mit einer Sondergenehmigung den Kanal befahren. Die maximale Durchfahrtshöhe darf 6,0 m nicht überschreiten.

## Schleusen

Höhen- und Längenprofil des Main-Donau-Kanals

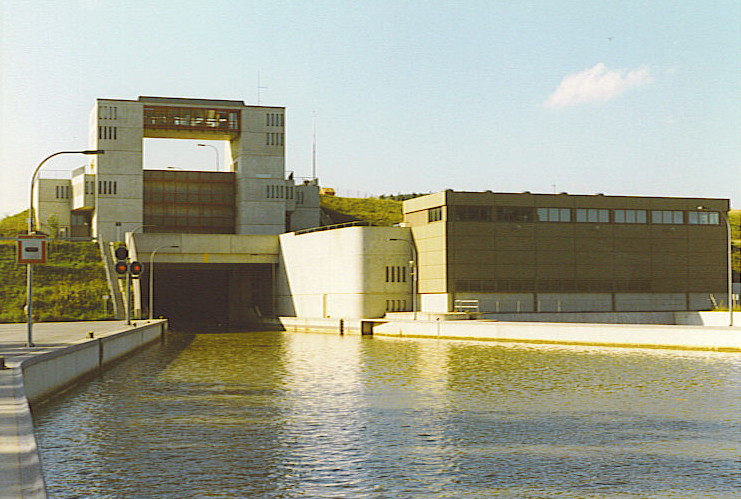
Schleuse Bachhausen (Unterwasser) 2005,
rechts das Pumpenhaus zur Wasserförderung in die Scheitelhaltung des Kanals und in den Dürrlohsee (oben hinter Pumpenhaus)

Der Höhenunterschied vom Main zur Scheitelhaltung, der sogenannten Nordstrecke, 175,1 m, wird durch elf Schleusen überwunden. Von der Scheitelhaltung bis zur Donau beträgt der Höhenunterschied 67,8 m. Dieser wird von den fünf Schleusen der Südstrecke bewältigt. Die Donau verläuft an den Verbindungsstellen also effektiv 107,3 m über dem Niveau des Mains. Die 16 Schleusen zwischen Bamberg und Kelheim müssen insgesamt 242,9 m Höhenunterschied bewältigen.
Die Schleusen des Main-Donau-Kanals haben Fallhöhen von 5,29 bis 24,67 m sowie einheitlich eine Nutzlänge von 190 m und eine Kammerbreite von 12 m. Die Schleusen der 13 Kanalstufen sind Sparschleusen; sie haben einen relativ geringen Wasserverlust. Die anderen Schleusen werden mit Wasser der Regnitz bzw. der Altmühl betrieben. Die Schleusen der drei Staustufen mit 24,67 m Fallhöhe (Leerstetten, Eckersmühlen und Hilpoltstein) haben die größten Fallhöhen aller Schleusen in Deutschland. Um zu vermeiden, dass diese hohen Kanalschleusen zu einem Engpass werden, musste ein System entwickelt werden, um sie in annähernd gleicher Zeit füllen und entleeren zu können wie die weitaus niedrigeren Flussschleusen von Main und Donau. Das verwendete Grundlaufsystem erreicht Hebe- und Senkgeschwindigkeiten von bis zu 1,7 Metern pro Minute, was etwa dem Fünf- bis Sechsfachen der Flussschleusen entspricht.
Alle Schleusen werden aus vier Leitzentralen (Neuses, Kriegenbrunn, Hilpoltstein, Dietfurt an der Altmühl) fernbedient. Die Zentralen sind mit je zwei (Tagschicht) beziehungsweise einem Beschäftigten (Nachtschicht) besetzt. Dazu wurden sie von 2001 bis 2007 modernisiert und die Steuerpulte mit Relaistechnik durch Computer und eine speicherprogrammierbare Steuerung ersetzt. Dies kostete rund 1,3 Millionen Euro pro Schleuse. Der Neubau der Schleuse Erlangen ist für 2023 bis 2028 geplant, der Neubau der Schleuse Kriegenbrunn war für 2022 bis 2027 geplant, im April 2024 begannen die Arbeiten.

### Liste der Schleusen des Main-Donau-Kanals
| Name                  | Fertigstellung | Kanalkilometer | Haltungslänge (km) | Höhe (OW m+NN) | Fallhöhe (m) |
| --------------------- | -------------- | -------------- | ------------------ | -------------- | ------------ |
| Schleuse Bamberg      | 1966           | 7,42           | 5,87               | 241,80         | 10,94        |
| Schleuse Strullendorf | 1967           | 13,29          | 12,60              | 249,21         | 7,41         |
| Schleuse Forchheim    | 1964           | 25,89          | 6,97               | 254,50         | 5,29         |
| Schleuse Hausen       | 1968           | 32,86          | 8,19               | 266,50         | 12,00        |
| Schleuse Erlangen     | 1970           | 41,05          | 7,61               | 284,80         | 18,30        |
| Schleuse Kriegenbrunn | 1970           | 48,66          | 20,43              | 303,10         | 18,30        |
| Schleuse Nürnberg     | 1971           | 69,09          | 3,73               | 312,50         | 9,40         |
| Schleuse Eibach       | 1978           | 72,82          | 11,50              | 331,99         | 19,49        |
| Schleuse Leerstetten  | 1980           | 84,32          | 10,62              | 356,66         | 24,67        |
| Schleuse Eckersmühlen | 1985           | 94,94          | 4,05               | 381,33         | 24,67        |
| Schleuse Hilpoltstein | 1989           | 98,99          | 16,47              | 406,00         | 24,67        |
| Schleuse Bachhausen   | 1989           | 115,46         | 16,47              | 406,00         | 17,00        |
| Schleuse Berching     | 1991           | 122,51         | 7,05               | 389,00         | 17,00        |
| Schleuse Dietfurt     | 1984           | 135,26         | 12,75              | 372,00         | 17,00        |
| Schleuse Riedenburg   | 1982           | 150,83         | 15,57              | 355,00         | 8,40         |
| Schleuse Kelheim      | 1981           | 166,06         | 15,23              | 346,60         | 8,40         |

## Brücken

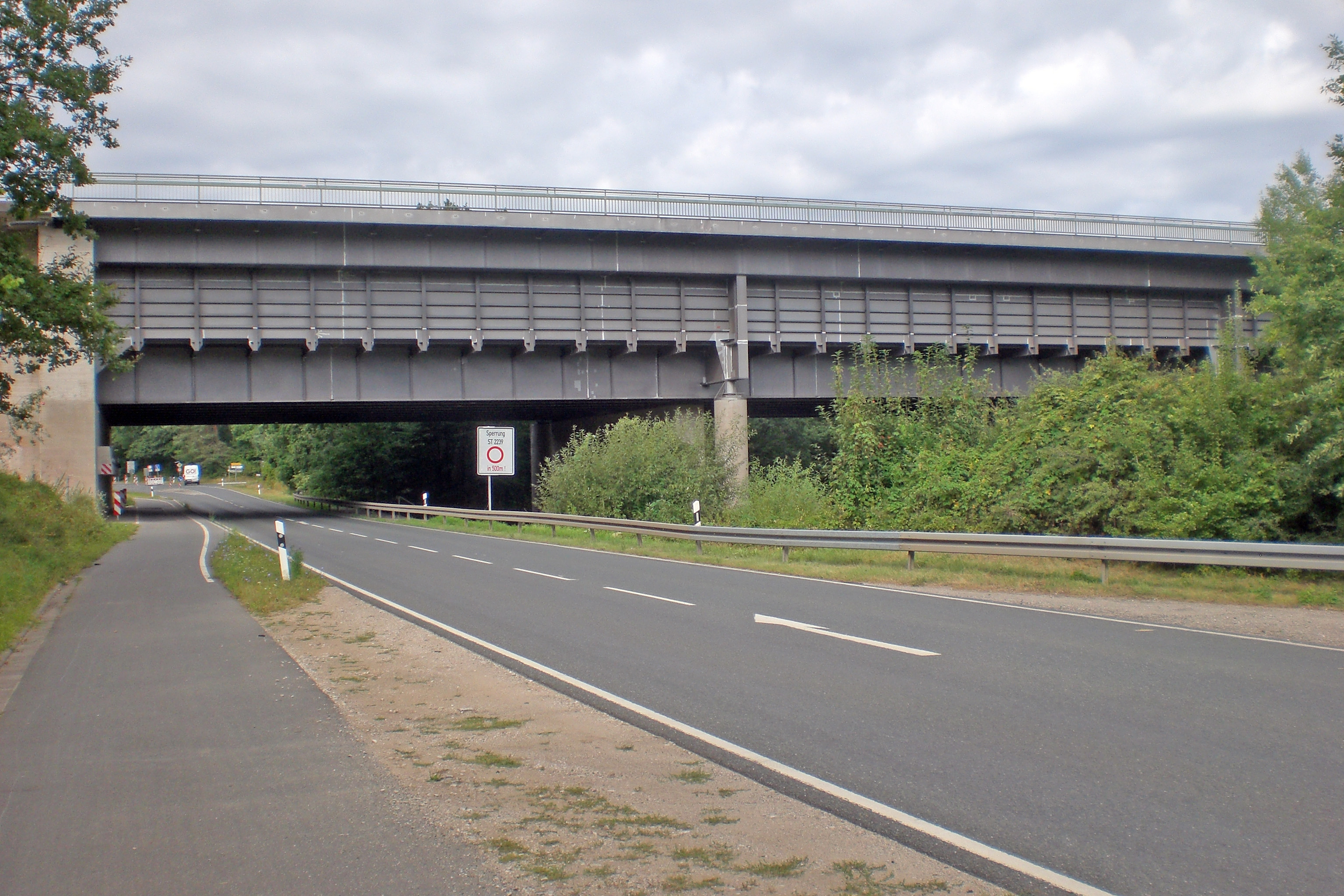
Trogbrücke bei Neuses (2024)

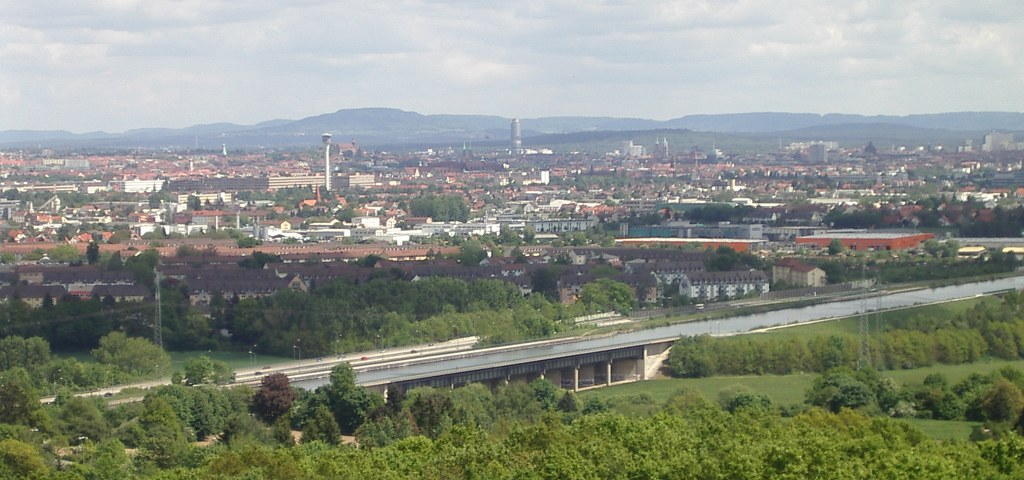
Kanalbrücke Rednitztal', 2004
Blick in Richtung Nürnberg (Osten)

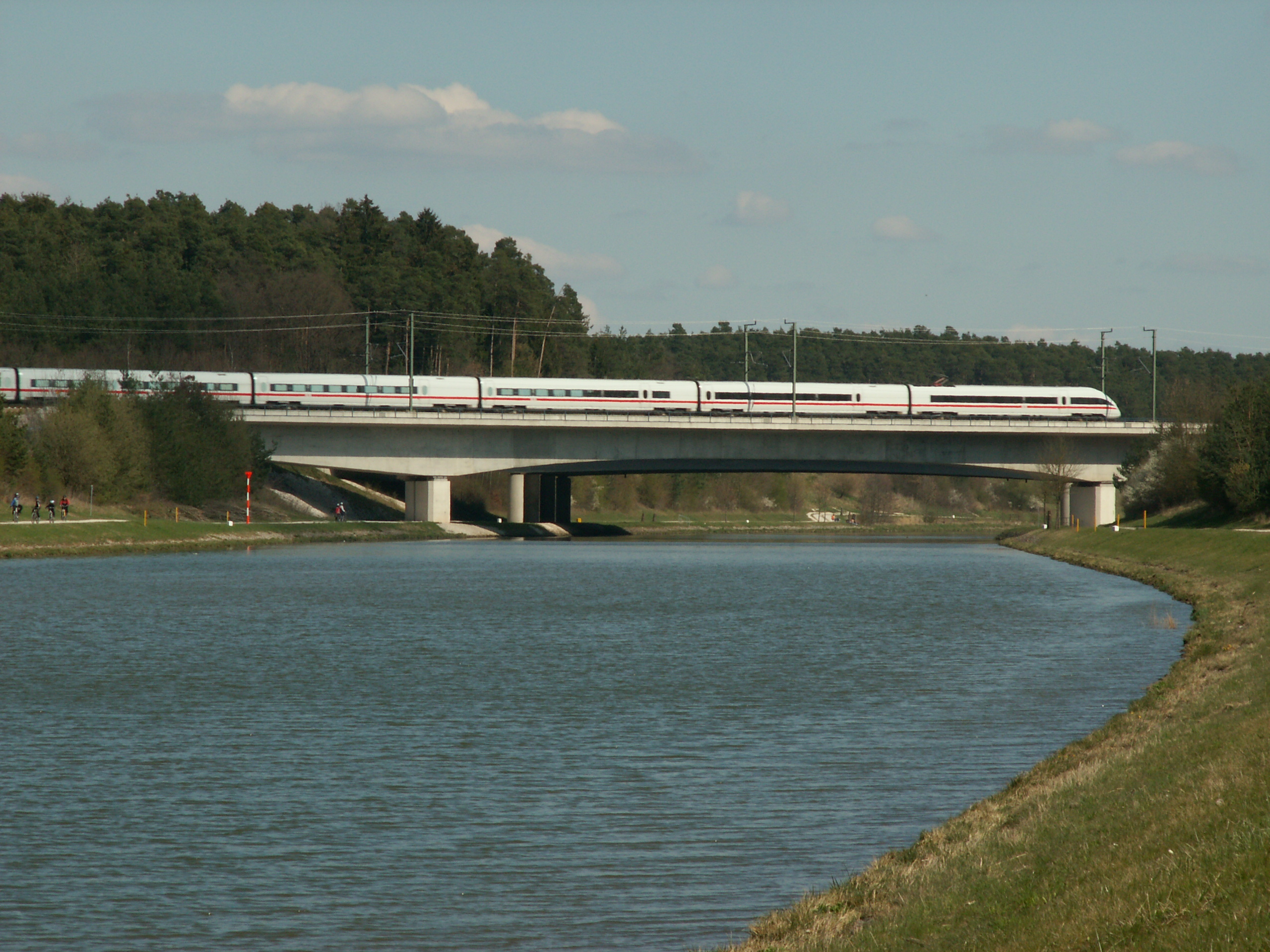
Main-Donau-Kanal-Brücke der Bahnstrecke Nürnberg–Ingolstadt, 2007
über die Scheitelhaltung östlich von Hilpoltstein, dahinter auf östlicher Seite die parallele Brücke der Bundesautobahn 9

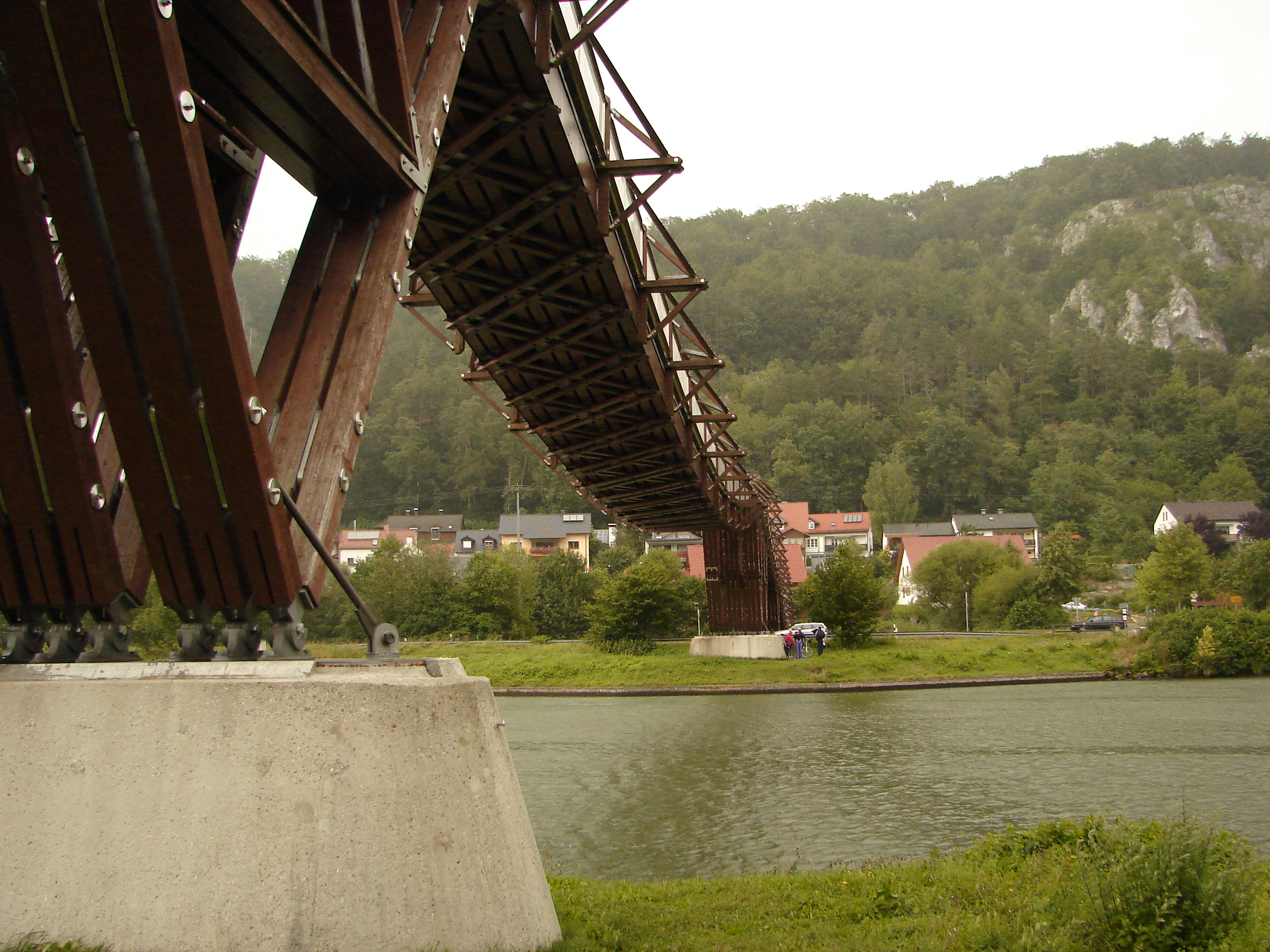
Holzbrücke bei Essing (am linken Ufer der kanalisierten Altmühl), 2006

Der Main-Donau-Kanal wird von insgesamt 115 Brücken überquert, die die Wasserstraße pfeilerlos überspannen. Ihre Unterkanten befinden sich mindestens sechs Meter über dem Wasserspiegel. Unter anderem kreuzen die Bundesautobahnen 3, 6, 9 sowie die Bundesstraßen 2, 8, 14, 22, 299 und 470 den Main-Donau-Kanal. Eisenbahnbrücken über den Kanal befinden sich auf den Bahnstrecken Strullendorf–Ebrach, Erlangen-Bruck–Herzogenaurach, Fürth–Würzburg, Fürth–Cadolzburg, Nürnberg–Crailsheim, Nürnberg–Roth, Treuchtlingen–Nürnberg sowie an der Schnellfahrstrecke Nürnberg–Ingolstadt. Die Bahnstrecke Forchheim–Höchstadt, welche den Kanal kreuzte, ist stillgelegt.
Die Brückenarchitektur reicht von einfachen Zweckbauten der 1960er und 1970er Jahre bis zu Beispielen moderner Architektur. Besondere Brücken über den Main-Donau-Kanal sind (von Nord nach Süd):
- der 2010 fertiggestellte Neubau der Kettenbrücke in Bamberg (Länge: 72 m)
- der 2006 fertiggestellte Neubau der Luitpoldbrücke in Bamberg (Länge: 101 m)
- die 1974 erbaute und inzwischen aufwendig sanierte Heinrichsbrücke in Bamberg. Auf dieser 270 Meter langen Stahlkonstruktion überquert die B 22 den Kanal und den östlichen Regnitzarm.
- Die 2002 errichtete Geh- und Radwegbrücke in Forchheim ist eine Schrägseilbrücke von 117,5 Metern Länge.
- Die 85 Meter lange Brücke der A 6 zwischen Neuses und Katzwang wurde ab 2009 sechsspurig ausgebaut. Als Besonderheit wurden die neuen Brückenelemente, um Verkehrsbehinderungen auf Autobahn und Kanal zu vermeiden, neben den Verkehrswegen gebaut und dann im Ganzen schwimmend eingeschoben[45][46] sowie das Vorgängerbauwerk in zwei Teilstücken abtransportiert.[47]
- Die 141 Meter lange Main-Donau-Kanal-Brücke der Schnellfahrstrecke Nürnberg–Ingolstadt.
- Die Brücke Biberbach (bei Beilngries) ist eine 1991 fertiggestellte Stahlkonstruktion mit einer Länge von 247 Metern.
- Die 1990 errichtete Brücke Griesstetten-Dietfurt an der Altmühl aus Spannbeton (Länge 124 Meter)
- Die 220 Meter lange Schrägseilbrücke Meihern-Deising in der Gemeinde Riedenburg wurde 1988 erbaut.
- Die wenige Kilometer abwärts befindliche Brücke Untereggersberg ist eine Hängebrücke. Sie wurde 1988 für den Verkehr freigegeben.
- Die 1986 errichtete Holzbrücke bei Essing ist eine Fuß- und Radwegbrücke im gleichnamigen Ort. Das 189,91 Meter lange Bauwerk war bis 2006 die längste Holzbrücke Europas.
- Die 1988 fertiggestellte Fußgängerbrücke am Torhausplatz in Kelheim

Daneben überquert der Kanal selbst einige Straßen und Flüsse. Dafür wurden fünf Trogbrücken aus Beton errichtet. Über den Flusstälern von Zenn, Rednitz und Schwarzach wurden in den 1970er Jahren Stahltrogbrücken mit einer Länge von bis zu 219 Metern (Kanalbrücke Rednitztal) errichtet. Kleinere Flüsse wie die Mittlere Aurach und einige Bäche fließen verdolt oder in Dükern unter dem Kanalbett hindurch.

## Wasserhaushalt

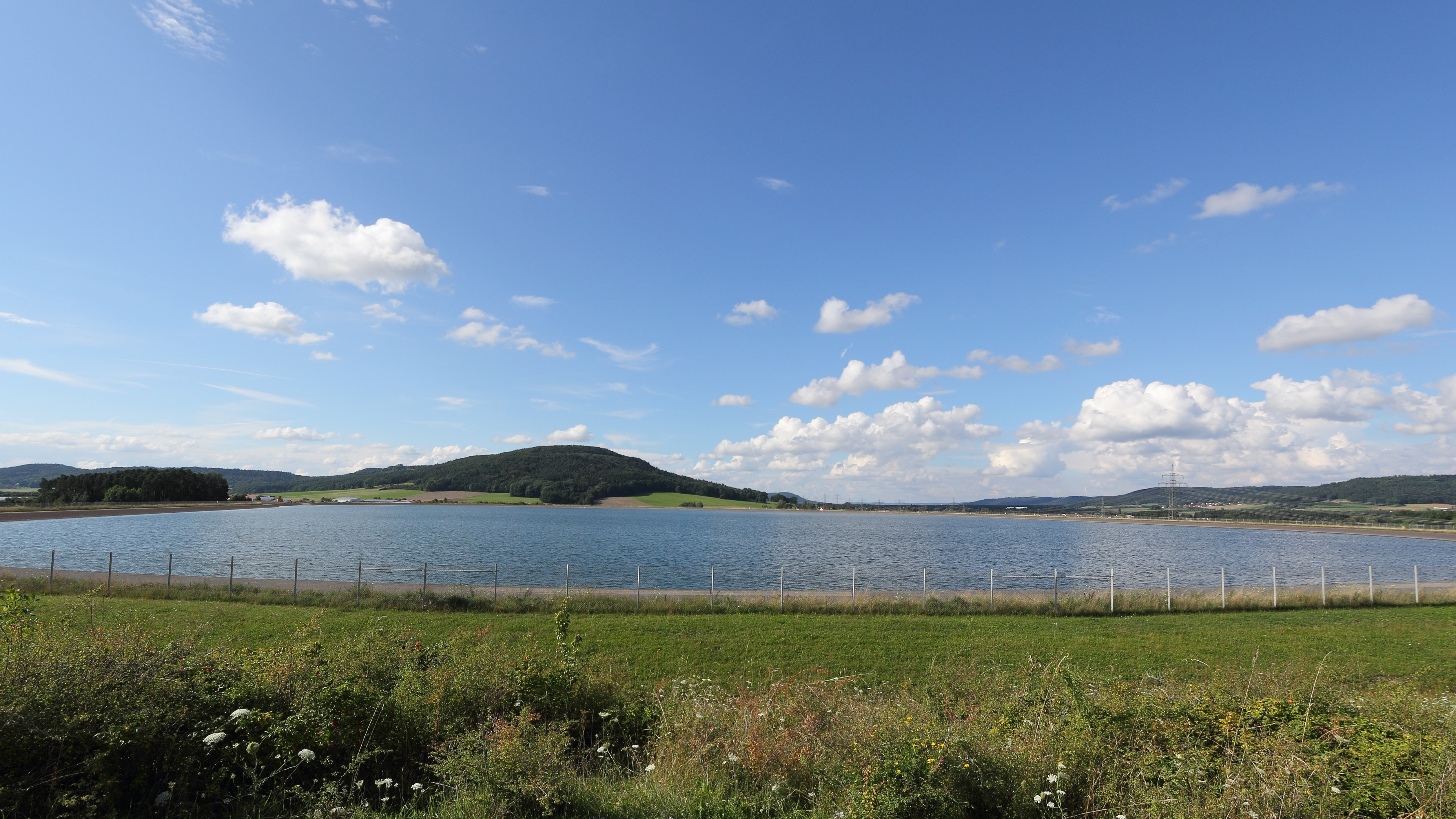
Pumpspeicher Dürrlohsee, nordöstlich der Schleuse Bachhausen am Südostende der Scheitelhaltung, Blick nach Nordwesten

Um die Schleusen des Main-Donau-Kanals ausreichend mit Wasser zu versorgen, entstand ein aufwendiges Regulierungssystem, das neben dem Kanal auch das wasserarme rheinseitige Flusssystem von Regnitz und Main mit Wasser aus Donau und Altmühl versorgt. An den Schleusen zwischen Kelheim und Bachhausen befinden sich fünf Pumpwerke, die jeweils bis zu 35 Kubikmeter Wasser pro Sekunde in die Scheitelhaltung und den Dürrlohspeicher befördern können. Dieser hat ein Gesamtvolumen von zwei Mio. m³ und ergänzt das Speichervolumen der Scheitelhaltung um 1,75 Mio. m³ nutzbares Betriebswasser. Er wurde als offener Wasserspeicher zwischen 1994 und 1996 durch die großzügige Erweiterung des bereits vorhandenen Dürrlochweihers nach Norden hin errichtet. Die Pumpwerke nutzen die geringeren Strompreise in der Nacht und am Wochenende.
Zur Wasserversorgung von Regnitz und Main können maximal 21 m³ Wasser pro Sekunde weiter über die Nordstrecke des Main-Donau-Kanals in den Rothsee gepumpt werden. Vorher durchfließt dieses Wasser an der Schleuse Hilpoltstein ein Wasserkraftwerk mit 3 MW elektrischer Leistung. Vor der Schleuse Eckersmühlen wird es aus dem Oberwasser in den unmittelbar benachbarten Rothsee geleitet. Von diesem Speicher werden im Bedarfsfall bis zu 15 m³/s Wasser in die Rednitz-Nebenflüsse Roth und Schwarzach geleitet. Die Wasserabgabe erfolgt bei niedrigen und mittleren Abflüssen über die beiden auf 1,0 m³/s bzw. 5,0 m³/s Durchfluss ausgelegten Turbinen des zugehörigen Kraftwerks von zusammen 750 kW mit 14,4 m Fallhöhe, weitere 9,0 m³/s können am Kraftwerk vorbeigeleitet werden. In den Jahren 1994 bis 2008 wurden im Durchschnitt jährlich 97 Mio. m³ Wasser in den Rothsee übergeleitet, der natürliche Zufluss der Kleinen Roth beträgt ca. 10 Mio. m³, 106 Mio. m³ wurden abgegeben. Die mittlere jährliche Stromerzeugung durch Wasserkraft beträgt hier 2,7 Mio. kWh, wodurch ein weiterer Teil der aufgewandten Pumpenenergie abgedeckt wird.
Unabhängig davon wird bei der Stadt Ornbau überschüssiges Wasser aus der Altmühl entnommen und über den fünf Kilometer langen Altmühlzuleiter in den Altmühlsee geleitet. Von dort gelangt es über den 8,7 km langen Altmühlüberleiter in den Kleinen Brombachsee und den direkt angrenzenden Großen Brombachsee. Bei ungenügender Wasserführung in der Regnitz wird Wasser aus dem Brombachsee in den Unterlauf des Brombachs abgegeben. Über Schwäbische Rezat und Rednitz fließt dieses Wasser ebenfalls der Regnitz und dem Main zu. Auf diese Weise wurden in den Jahren 1999 bis 2008 im Durchschnitt jährlich 30,5 Mio. m³ aus dem Brombachsee in Richtung Main abgegeben. Langfristig wird mit einer mittleren jährlichen Überleitung durch das Gesamtsystem von 150 Mio. m³ Wasser gerechnet, 5/6 davon über den Main-Donau-Kanal.

## Wirtschaft

### Güterverkehr
Zwischen 1993, als der Main-Donau-Kanal erstmals durchgängig ganzjährig befahrbar war, und 2012 wurde darauf jährlich eine Durchschnittsmenge von 6,38 Mio. Tonnen Gütern transportiert. 2016 erreichte das Frachtaufkommen mit 4,8 Millionen Tonnen seinen Tiefpunkt. Die technisch mögliche Kapazität des Main-Donau-Kanals liegt laut Schätzungen zwischen 14,2 und 18 Mio. Tonnen pro Jahr, dem Drei- bis Vierfachen.
Nach dem Fall des Eisernen Vorhangs ging der Bayerische Verkehrsminister August Lang noch „mittel- bis langfristig von mindestens 10 Mio. Tonnen“ pro Jahr aus, der Verkehrswegeplan des Bundes immerhin von 8,5 Mio. Tonnen. Diese Menge wurde bisher nur im Spitzenjahr 2000 erreicht. Der Bauträger Rhein-Main-Donau AG prognostizierte 1992 sogar, dass schon 2002 ungefähr 18 Millionen Tonnen Fracht auf der Wasserstraße transportiert werden.
Güterverkehr Main-Donau-Kanal, Schleuse Kelheim
in Gütertonnen, nach Daten der Wasserstraßen- und Schifffahrtsdirektion des Bundes
Anmerkungen
1. ↑  Die Generaldirektion Wasserstraßen und Schiffahrt liefert seit 2014 Daten zum Gütertransport an der Schleuse Kelheim. Die ehemalige WSD Südwest veröffentlichte bis 2013 zusätzlich Gesamtzahlen zum Gütertransport auf dem Rhein-Main-Donau-Kanal. Diese Daten stehen aber für die Jahre ab 2014 nicht mehr zur Verfügung.

### Containerverkehr
2007 wurden auf dem Main-Donau-Kanal 1.430 Standardcontainer (TEU) befördert. Im Spitzenjahr 2000 lag die Zahl der transportierten Container noch bei fast 10.000. Die stets geringere Auslastung mit Containerschiffen ist bis heute eines der Hauptargumente von Gegnern des Rhein-Main-Donau-Projekts. Das Umweltbundesamt stellte fest, dass der Transport klassischer Massengüter wie Steine, Mineralöle oder Erze auf den deutschen Binnenwasserstraßen „einen rückläufigen Trend“ aufweist. Dem Containerverkehr wird hingegen „weiterhin eine positive Entwicklung“ prognostiziert. Auf dem Main-Donau-Kanal haben moderne, große Containerschiffe aber den Nachteil, den Kanal wegen der mit 6 m geringen Durchfahrtshöhe von Brücken nur zweilagig beladen befahren zu können.
Auf schriftliche Anfrage des bayerischen Landtagsabgeordneten Eike Hallitzky (Bündnis 90/Die Grünen) teilte das Bayerische Staatsministerium für Wirtschaft, Infrastruktur, Verkehr und Technologie am 23. Juni 2008 unter anderem mit, dass es der bayerischen Staatsregierung „nicht darum gehe, dass sich die Verkehrsträger Lkw, Bahn und Binnenschiffe gegenseitig Güter abjagen“. Außerdem werde ein dreilagiger Containerverkehr auf dem Main-Donau-Kanal „nicht durch die Brückenhöhen beeinträchtigt, sondern durch die Wasserspiegelschwankungen infolge Schwall- und Sunkwirkung bei der Schleusenentleerung bzw. -füllung“.
Containerverkehr Main-Donau-Kanal, Schleuse Kelheim
in TEU, nach Daten der Wasserstraßen- und Schiffahrtsdirektion des Bundes
Anmerkungen
1. ↑  Die Generaldirektion Wasserstraßen und Schiffahrt liefert seit 2014 Daten zum Gütertransport an der Schleuse Kelheim. Die ehemalige WSD Südwest veröffentlichte bis 2013 zusätzlich Gesamtzahlen zum Gütertransport auf dem Rhein-Main-Donau-Kanal. Diese Daten stehen aber für die Jahre ab 2014 nicht mehr zur Verfügung.

### Transportierte Güter 2015
Das Transportaufkommen im Wechselverkehr zwischen Main-Donau-Kanal und Donau (Schleuse Kelheim) bestand im Jahr 2015 aus folgenden Gütern (Angaben in Tonnen):

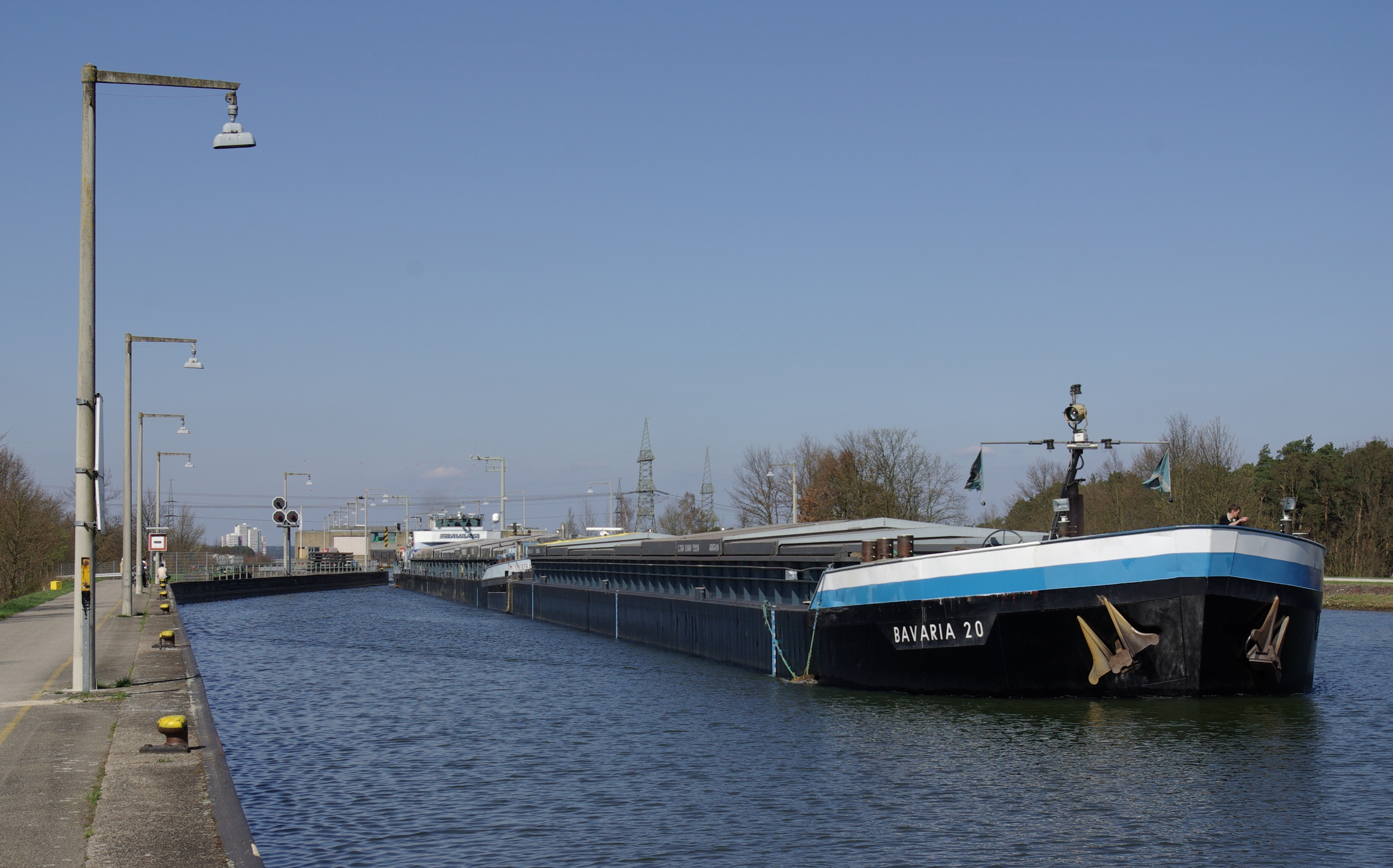
Güterschiff im Oberwasser der Schleuse Kriegenbrunn (Blick nach Norden), 2011

| Gütersparte / Mengen in Tonnen                        | Richtung Donau | Richtung Main | Insgesamt |
| ----------------------------------------------------- | -------------- | ------------- | --------- |
| Nahrungs- und Futtermittel                            | 439.420        | 769.692       | 1.209.112 |
| Land-, forstwirtschaftliche und verwandte Erzeugnisse | 33.494         | 644.373       | 677.867   |
| Erze und Metallabfälle                                | 368.029        | 14.955        | 382.984   |
| Eisen, Stahl und Nichteisenmetalle                    | 238.898        | 247.053       | 485.951   |
| Düngemittel                                           | 383.684        | 178.033       | 561.717   |
| Steine, Erden (einschließlich Baustoffe)              | 259.102        | 14.955        | 317.092   |
| Mineralölerzeugnisse                                  | 15.441         | 7.851         | 23.292    |
| Feste Brennstoffe                                     | 219.481        | 10.780        | 230.361   |
| Sonstige Güter                                        | 29.638         | 60.446        | 95.314    |
| Chemische Erzeugnisse                                 | 52.581         | 1.985         | 54.566    |
| Insgesamt                                             | 2.045.098      | 1.993.158     | 4.038.256 |

### Häfen
Die Häfen Bamberg, Nürnberg und Roth gehörten einst zur staatlichen Bayerischen Landeshafenverwaltung. 1995 wurde mit der Hafen Nürnberg-Roth GmbH, an der die Landeshafenverwaltung mit 80 % beteiligt war, die Überführung in private Rechtsformen beschlossen. Zum 1. Juni 2005 sind die Bayernhafen Gruppe und etliche weitere Betriebsgesellschaften an die Stelle der Bayerischen Landeshafenverwaltung getreten.
Schiffsgüterumschlag in Tonnen an den Häfen des Main-Donau-Kanals:
| Lage (MDK km)         | Hafen                              | Schiffsgüterumschlag (in Tonnen) |
| --------------------- | ---------------------------------- | -------------------------------- |
| 2 – 4 Ost             | Hafen Bamberg                      | 362.000                          |
| 22 W – 24 O           | Hafen Eggolsheim                   | – Zahlen fehlen –                |
| 31,1 Ost              | Lände Forchheim                    | Fahrgastschifffahrt              |
| 45,5 West             | Lände Erlangen                     | 81.200                           |
| 48,0 Ost              | Lände Frauenaurach                 | – in Umbau –                     |
| 55,0 Ost              | Lände Fürth                        | 68.000                           |
| 65,0 West             | Gebersdorf                         | – Werfthafen –                   |
| 71-72 West            | Hafen Nürnberg                     | 380.000                          |
| 91,0 West             | Lände Roth                         | 57.000                           |
| 114,2 Ost             | Lände Mühlhausen                   | 35.000                           |
| 137,5 Ost             | Lände Dietfurt                     | 112.000                          |
| 149,8 West            | Lände Riedenburg                   | – siehe Kelheim –                |
| 171,2 West 2411 D Süd | Hafen Kelheim und Lände Riedenburg | 407.000                          |

## Flora und Fauna

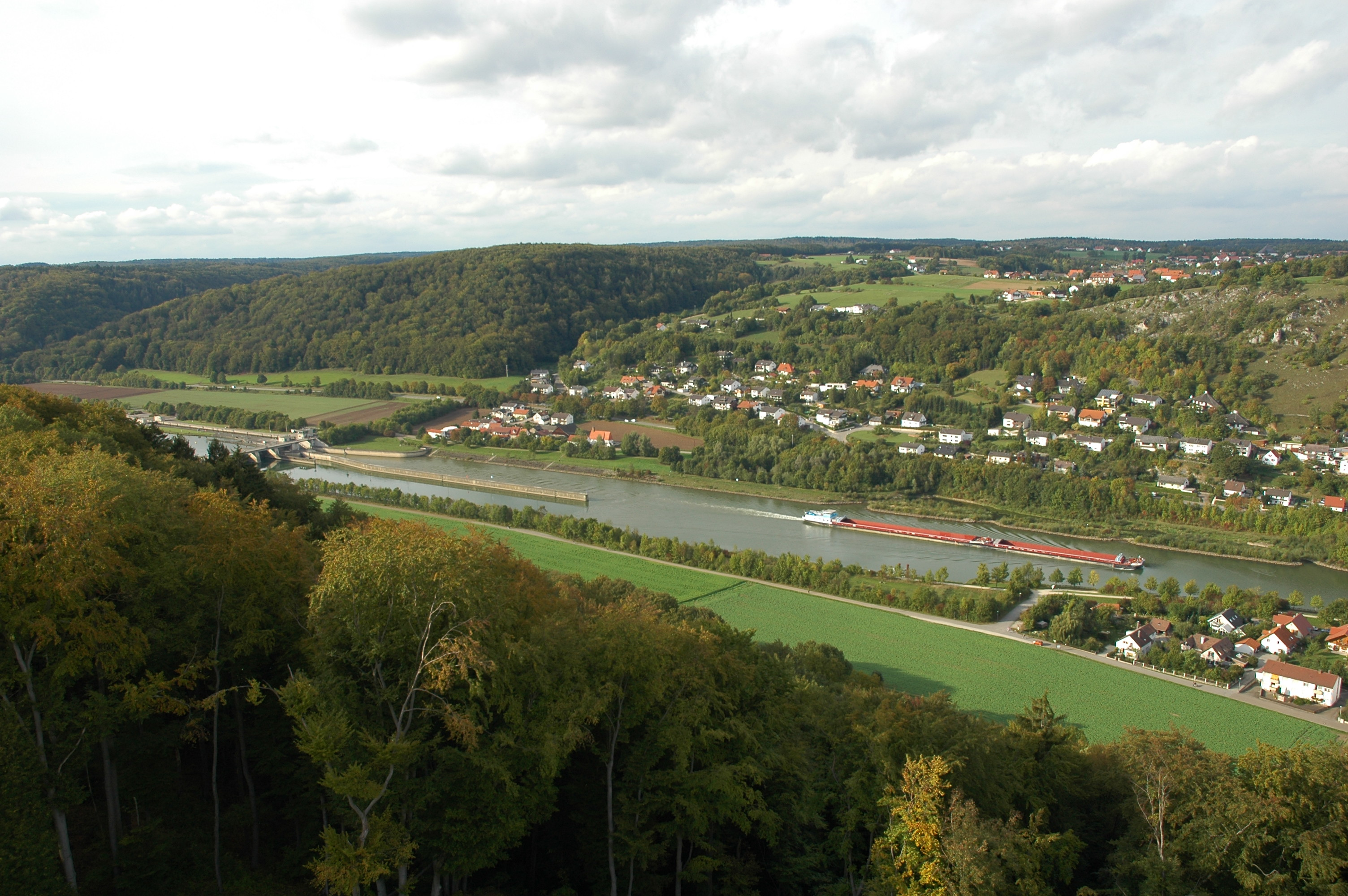
Blick auf das Unterwasser der Schleuse Kelheim, 2006

Beim Bau des Main-Donau-Kanals wurden umgerechnet knapp 460 Mio. Euro für Ausgleichsmaßnahmen für die Natur ausgegeben. Im Gegensatz zur Nordstrecke, die noch weitgehend im Regelquerschnitt realisiert wurde, entstanden auf der Südstrecke flache Ufer und Stillwasserzonen. Hubert Weiger vom Bund Naturschutz in Bayern bezeichnete diese zur Eröffnung des Kanals 1992 aber als „Blumenschmuck auf dem Leichensarg der Natur“. Der Bund Naturschutz stellte zehn Jahre nach Fertigstellung des Kanals fest, dass es durch die Vernichtung von 600 Hektar Feuchtgebiet zu einem starken Rückgang der Artenvielfalt bei Fischen, Vögeln, Amphibien und Pflanzen kam. Seltene Tiere wie die Gelbbauchunke oder die Wasserspitzmaus sind teils verschwunden. Eine ökologische Gesamtbilanz nach dem Bau des Main-Donau-Kanals wurde bis heute nicht erstellt.
Als weitere ökologische Gefahr durch die Wasserstraße werden die sogenannten Neozoen betrachtet. Das sind Tierarten, die durch die Wirkung des Menschen in Gebiete eingeführt werden, in denen sie heimische Arten verdrängen können. Aufgrund fehlender Fressfeinde können sich diese neuen Tierarten dort überproportional vermehren. Über den Main-Donau-Kanal gelangten unter anderem der Große Höckerflohkrebs und die Donau-Schwebegarnele von der Donau in den Rhein.

## Wasserqualität
Der Main-Donau-Kanal hatte 2008 im gesamten Verlauf die Gewässergüteklasse II (mäßig belastet).

## Freizeit und Erholung

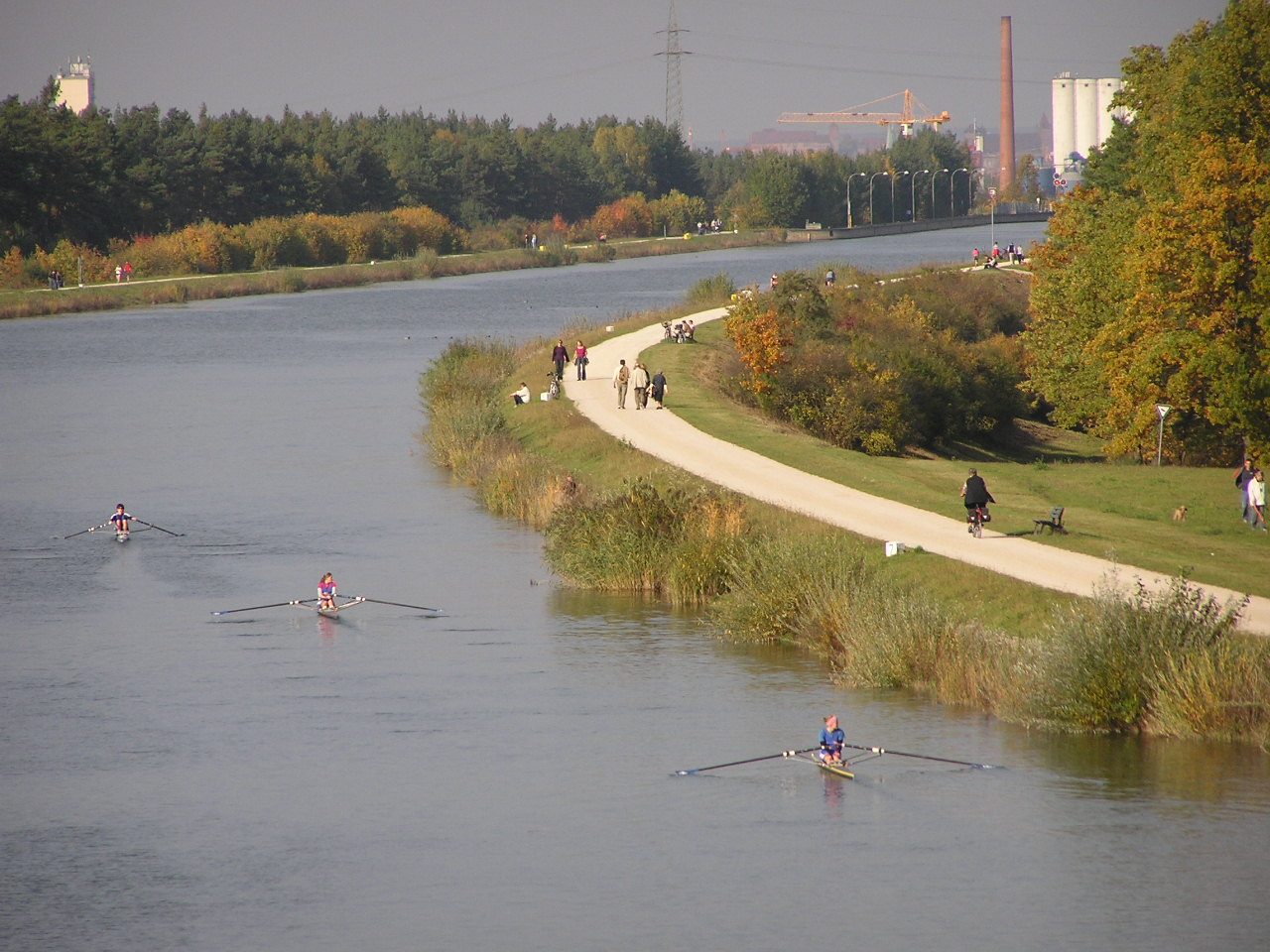
Ruderer, Radfahrer und Spaziergänger bei Neukatzwang, Blick nach Norden, 2008

Der gesamte Main-Donau-Kanal besitzt an mindestens einem Ufer einen Betriebsweg, der für Fußgänger und Radfahrer auf eigene Gefahr freigegeben ist. Aufgrund seiner minimalen Steigungen ist dieser Weg für beide eine beliebte Wanderroute. Obwohl sich entlang des Kanals, vor allem an der Nordstrecke, nur wenig touristische Infrastruktur befindet, hat er sich inzwischen zu einem beliebten Naherholungsgebiet in der Metropolregion Nürnberg entwickelt. Der südliche Abschnitt ist auf hohem Niveau touristisch erschlossen. Zwischen Riedenburg und Kelheim fahren von April bis Oktober täglich Personenschiffe. Die Mitnahme von Fahrrädern ist gratis und jederzeit möglich. Der Main-Donau-Kanal ist Teil der Radwanderwege Fünf-Flüsse-Radweg und Altmühltalradweg.
Verschiedene Veranstalter von Flusskreuzfahrten haben inzwischen (2015) den Kanal als attraktive Verbindungsstrecke entdeckt, die Kreuzfahrten von Basel oder Rotterdam / Amsterdam über Nürnberg und Regensburg nach Wien und Budapest erlaubt.
Die Schwimmstrecke des Langdistanz-Triathlons Challenge Roth wird im Main-Donau-Kanal bei Hilpoltstein geschwommen. Der Schiffsverkehr pausiert während des Wettkampfes. Ein rund 14 km langer Abschnitt der Marathon-Strecke verläuft zwischen den Schleusen Leerstetten und Eckersmühlen auf dem Betriebsweg des Main-Donau-Kanals.
Am Main-Donau-Kanal befinden sich Bootshäuser des Rudervereins Nürnberg, des Rudervereins Erlangen von 1911 und der Erlanger Wanderrudergesellschaft Franken.
Seit der Fertigstellung des Kanals wurde das Gewässer bei Anglern weniger populär. Dafür ist vor allem die relativ starke Strömung verantwortlich. Erfahrene Angler schätzen das Gewässer aber dennoch, vor allem für seine Karpfen, Barsche und Zander.

„Im Übrigen ist es ja auch so, dass viele Projekte mit großen Versprechungen versehen wurden, ich denke jetzt an den Rhein-Main-Donau-Kanal, da sollte ja also die Schifffahrt, die Frachtschifffahrt blühen. Inzwischen ist es eher ein Paradies für Wassersportler geworden, aber es ist ein sehr teures Paradies geworden.“

## Kunst

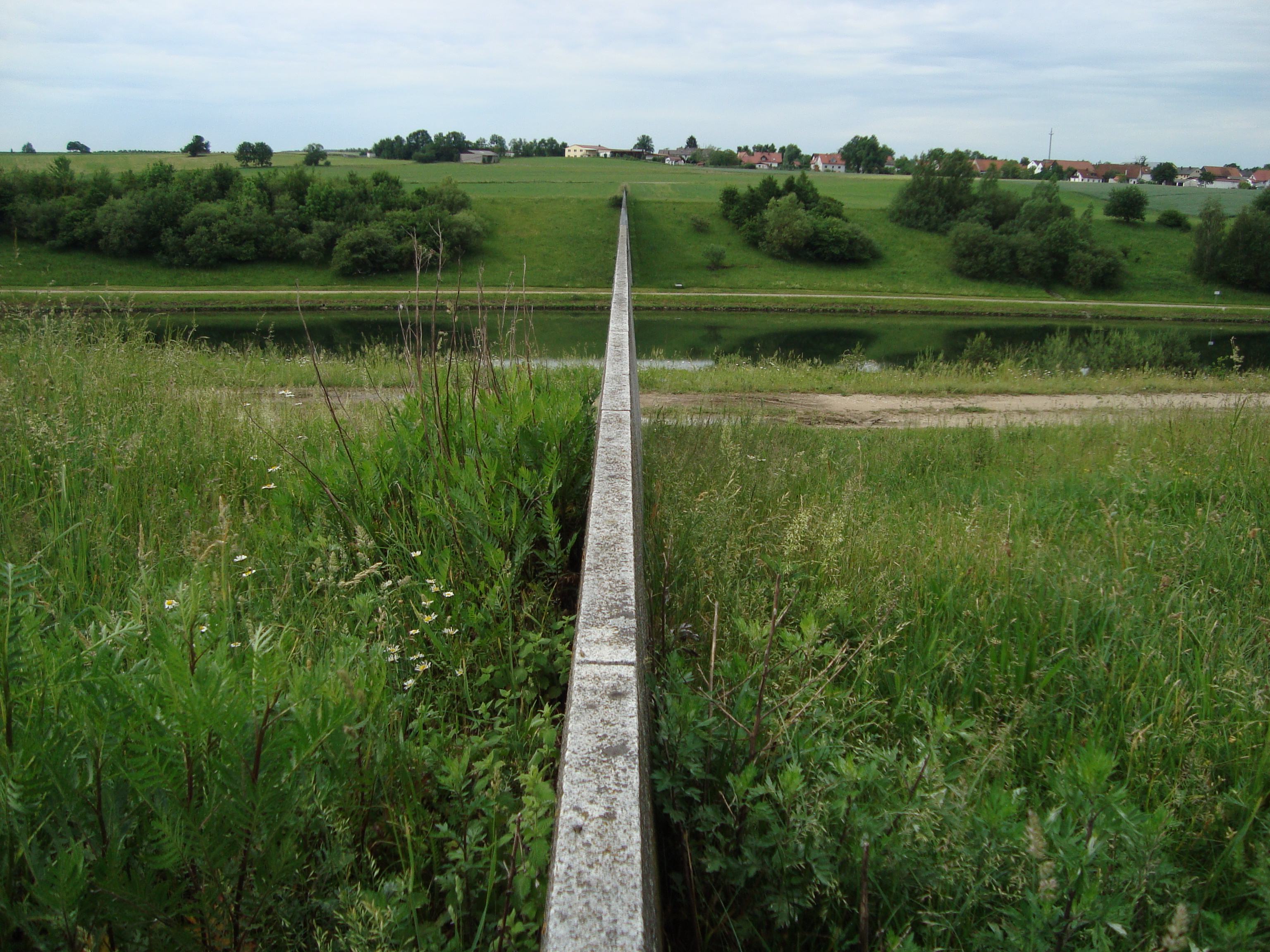
Kunstwerk Scheitelhaltung aus Norden gesehen (im Hintergrund der Ort Pierheim), 2011
Es handelt sich um zwei über die Scheitelhaltung des Kanals hinweg fluchtende Mauern, siehe auch dieses und dieses Bild.

Am Main-Donau-Kanal befinden sich zahlreiche moderne Kunstwerke. Das Denkmal Scheitelhaltung, das den Verlauf der Europäischen Hauptwasserscheide andeutet, stammt von dem Künstler Hannsjörg Voth. In Essing richteten mehrere Künstler an einem Altlauf der Altmühl den Kunstweg Zwischen Fels und Fluss, teilweise mit wechselnden Objekten, ein. Bei Rednitzhembach befinden sich über eine Strecke von zwei Kilometern insgesamt 24 Skulpturen. 2007 wurden anlässlich des 50-jährigen Jubiläums der Römischen Verträge zwischen Freystadt und Dietfurt 27 sogenannte Europa-Ruhebänke aufgestellt. Die Bänke stehen in den jeweiligen Landesfarben für die Mitgliedsstaaten der Europäischen Union.

## Archäologie
Erst seit den 1980er Jahren wurden die Belange der Bodendenkmalpflege und Archäologie in größerem Maße zur Kenntnis genommen. Es kam zu zahlreichen Rettungsgrabungen vor- und frühgeschichtlicher Siedlungen und Gräberfelder insbesondere im Raum Riedenburg und Kelheim, die vom Bayerischen Landesamt für Denkmalpflege und auch von privaten Grabungsfirmen durchgeführt wurden. Zahlreiche der Ausgrabungen wurden in einer eigenen, letztlich 19 Bände umfassenden Schriftenreihe publiziert, an der die Friedrich-Alexander-Universität Erlangen-Nürnberg und namentlich Manfred Eggert beteiligt waren. Viele der Funde sind heute im Archäologischen Museum Kelheim ausgestellt. Im früher fertig gestellten nördlichen Abschnitt des Kanals wurden kaum Ausgrabungen durchgeführt, so dass hier nun wichtige Erkenntnischancen zur Vor- und Frühgeschichte verloren sind.

## Städte und Gemeinden am Kanal

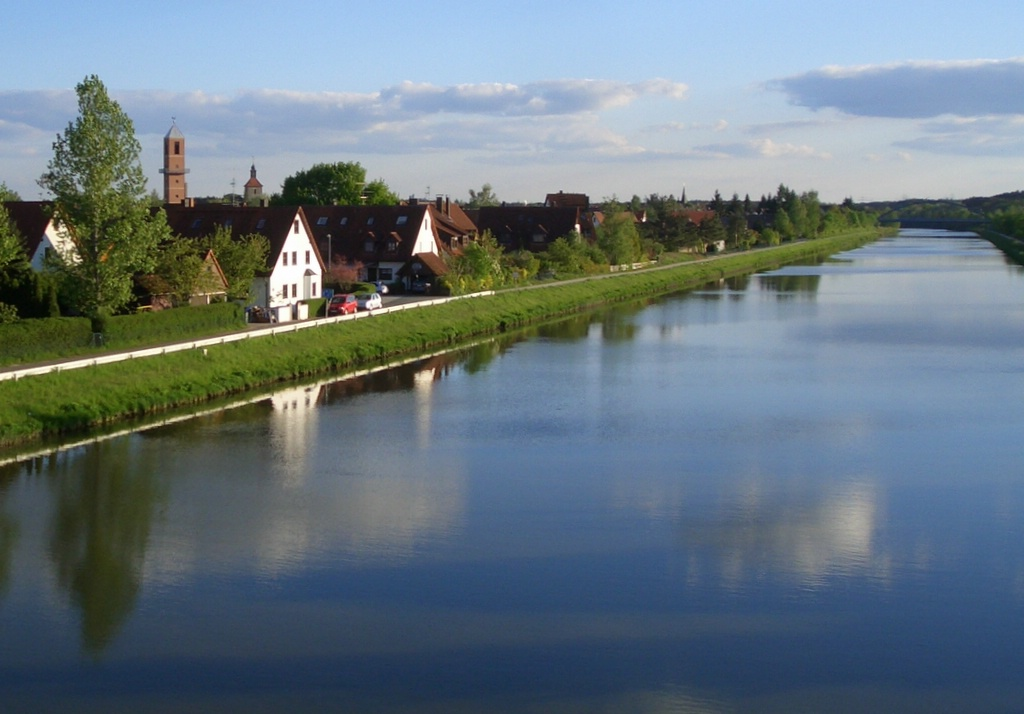
Main-Donau-Kanal bei Möhrendorf (Blick nach Süden, Richtung Erlangen), 2005

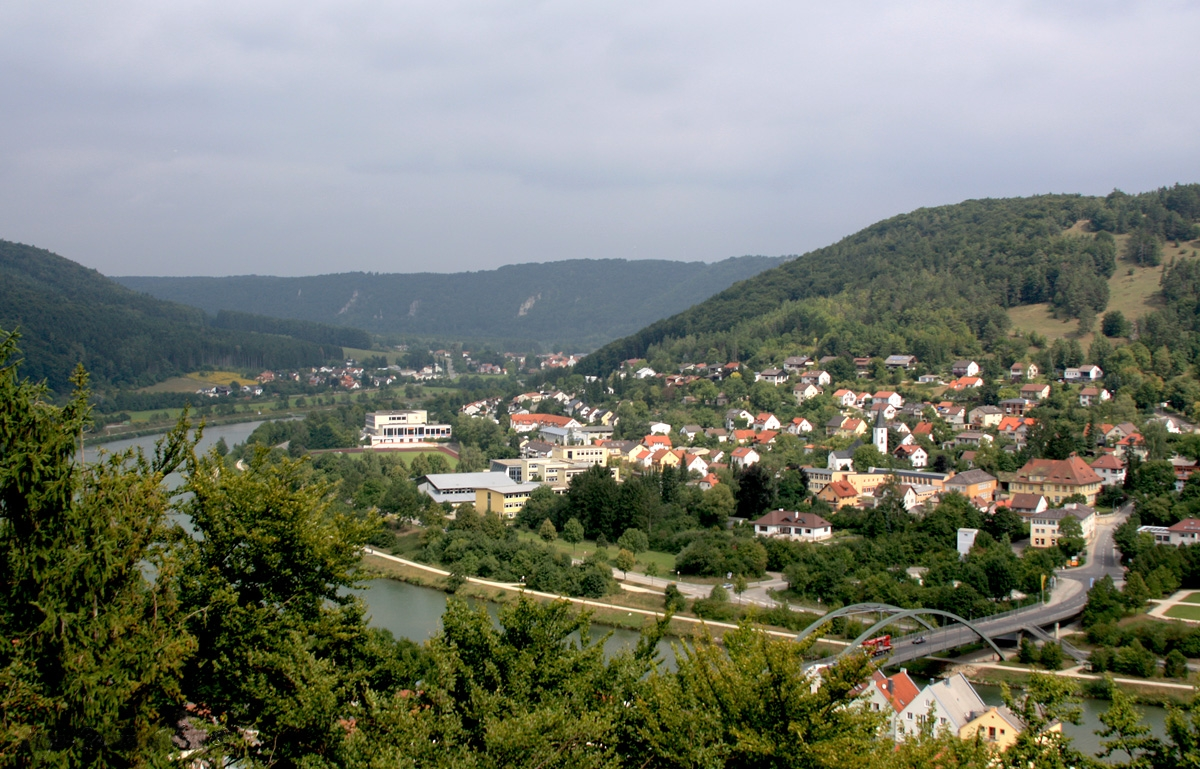
Kanalisierte Altmühl in Riedenburg (Blick flussaufwärts, Ortskern im Vordergrund), 2008

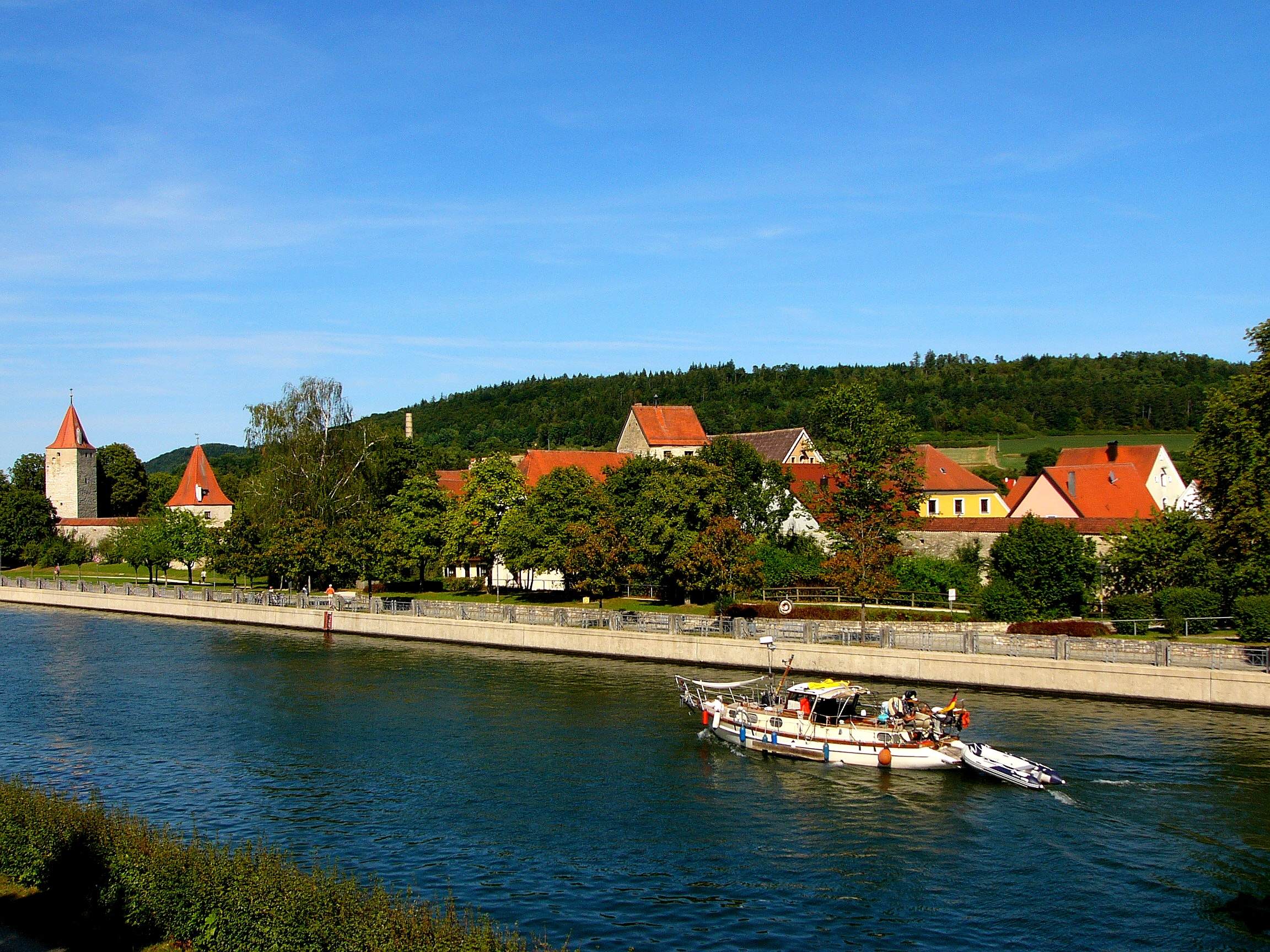
Der Main-Donau-Kanal an der Altstadt von Berching, 2015

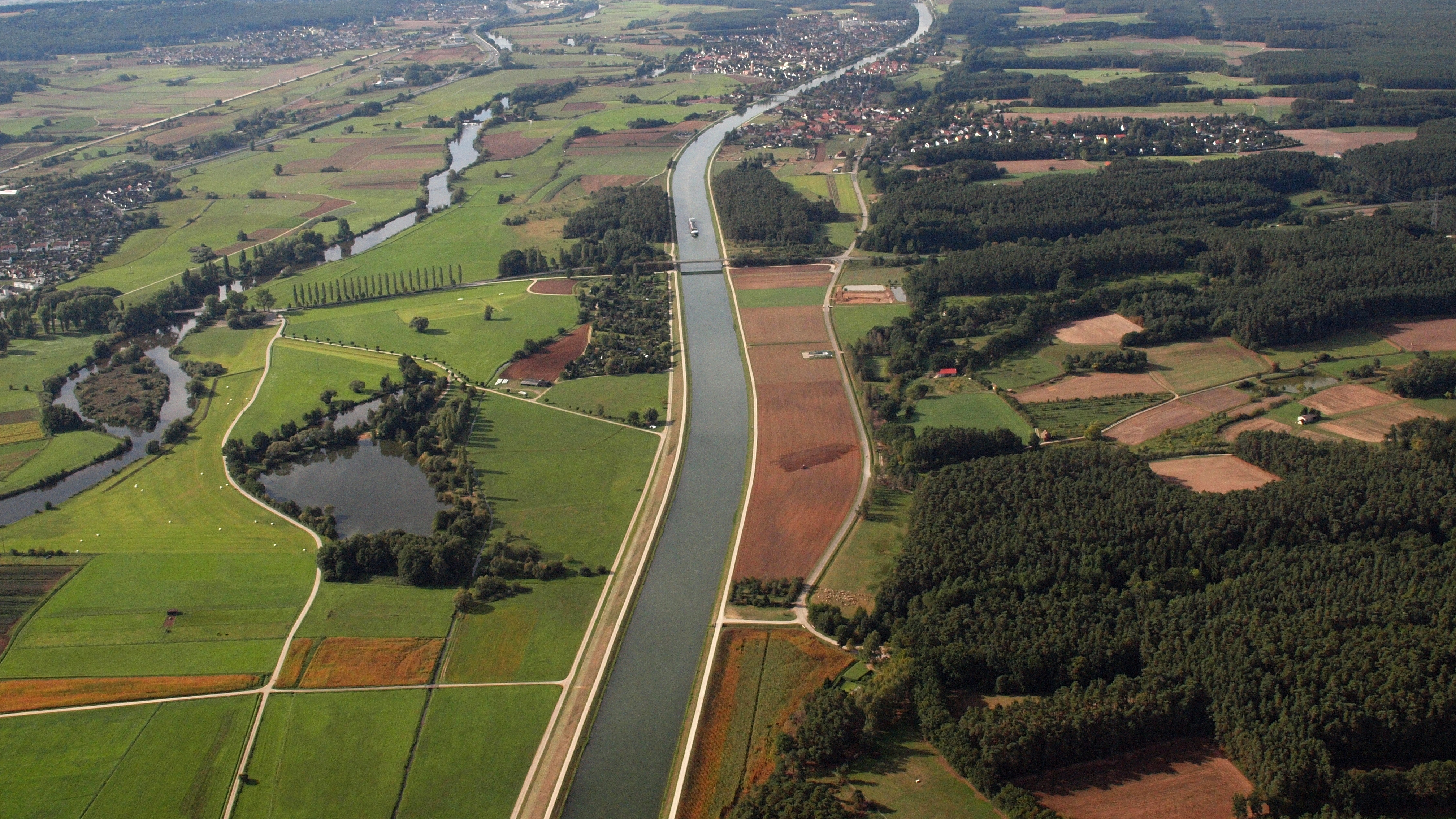
Main-Donau-Kanal westlich von Baiersdorf, Blickrichtung Süden, Luftaufnahme (2015)

Städte und Gemeinden in der Reihenfolge des Kanalverlaufs von Norden nach Süden:
- Landkreis Bamberg
  - Bischberg
- Stadt Bamberg
- Landkreis Bamberg
  - Strullendorf, Pettstadt, Hirschaid, Altendorf
- Landkreis Forchheim
  - Hallerndorf, Eggolsheim, Forchheim, Hausen
- Landkreis Erlangen-Höchstadt
  - Baiersdorf, Möhrendorf
- Stadt Erlangen
- Stadt Fürth
- Landkreis Fürth
  - Zirndorf
- Stadt Nürnberg
- Landkreis Roth
  - Wendelstein
- Stadt Schwabach
- Landkreis Roth
  - Rednitzhembach, Schwanstetten, Roth, Hilpoltstein
- Landkreis Neumarkt in der Oberpfalz
  - Freystadt, Mühlhausen, Berching
- Landkreis Eichstätt
  - Beilngries
- Landkreis Neumarkt in der Oberpfalz
  - Dietfurt an der Altmühl
- Landkreis Kelheim
  - Riedenburg, Essing, Kelheim

## Filme und Dokumentationen
- Topographie - Das Altmühltal und der Kanal, BR-Unter unserem Himmel 1978, 24 Min[75]

- Meier Mayer Mittermeier[76] - Drei Bauern gegen Beton (1995), ARD alpha, 43 Min[77]

- Fertigstellung des Main-Donau-Kanals 1992, BR24 Retro, 2 Min[78]